# アンネ・フランク
アンネ・フランク（Anne Frank）ことアンネリース・マリー・フランク（Annelies Marie Frank〈 発音〉、1929年6月12日 - 1945年2月から3月頃）は、『アンネの日記』の著者として知られるユダヤ系ドイツ人の少女。ホロコースト犠牲者である。
ドイツ国のフランクフルト・アム・マインにて、オットー・フランクとエーディト・フランクの間に次女として生まれる。反ユダヤ主義を掲げる国民社会主義ドイツ労働者党（ナチス）の政権掌握後、迫害から逃れるため、一家で故国ドイツを離れてオランダのアムステルダムへ亡命した。しかし、第二次世界大戦中にオランダがドイツ軍に占領されると、オランダでもユダヤ人狩りが行われ、1942年7月6日から隠れ家での生活に入ることを余儀なくされた。フランク一家の他にヘルマン・ファン・ペルス一家やフリッツ・プフェファーもこの隠れ家に入って、計8人のユダヤ人が隠れ家で暮らした。ここでの生活は2年間に及び、その間、アンネは隠れ家でのことを日記に書き続けた。
1944年8月4日にナチス親衛隊に隠れ家を発見され、隠れ家住人は全員が強制収容所へと移送された。アンネは姉のマルゴット・フランクとともにドイツのベルゲン・ベルゼン強制収容所へ移送された。同収容所の不衛生な環境に耐え抜くことはできず、発疹チフスを罹患して15歳にしてその命を落とした。1945年2月下旬から3月上旬ごろのことと見られている。
隠れ家には、アンネがオランダ語でつけていた日記が残されていた。父・オットーの会社の社員で隠れ家住人の生活を支援していたミープ・ヒースがこれを発見し、戦後まで保存した。8人の隠れ家住人の中でただ一人戦後まで生き延びたオットーはミープからこの日記を手渡された。オットーは娘・アンネの戦争と差別のない世界になってほしいという思いを全世界に伝えるため、日記の出版を決意した。この日記は60以上の言語に翻訳され、2500万部を超える世界的ベストセラーになった。

## 生涯

### 幼少期
父のオットー・フランクはユダヤ系ドイツ人の銀行家。母のエーディト・フランク（旧姓ホーレンダー）は同じくユダヤ系ドイツ人で、アーヘンの有名な資産家の娘であった。アンネは次女であり、3歳年上に姉マルゴット・フランク（愛称マルゴー）がいた。

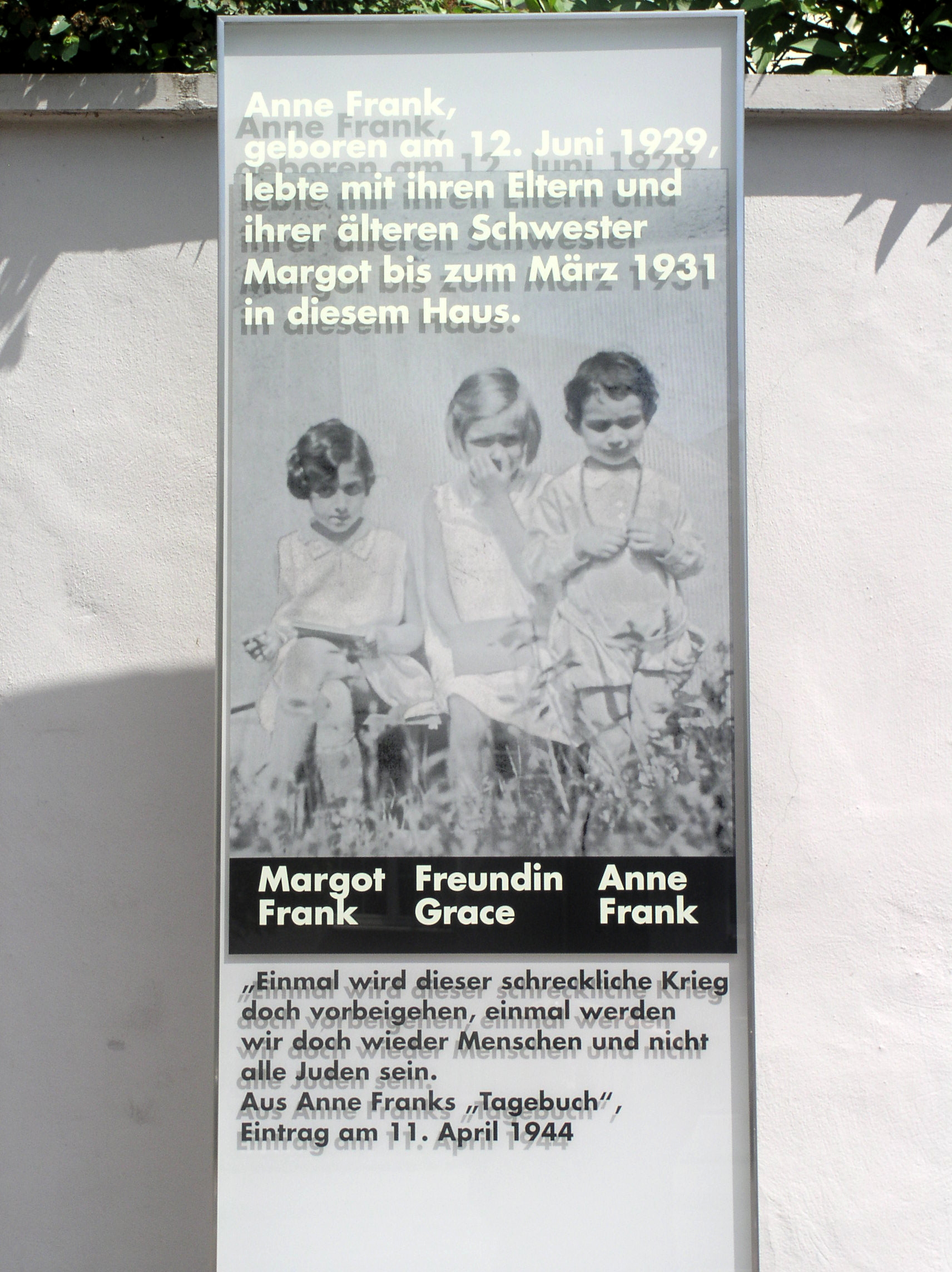
ドイツ・フランクフルトのマルバッハヴェーク307番地にある幼少期のアンネのメモリアルプレート。右がアンネ。左がマルゴット（マルゴー）。中央は当時の友人。

生後12日目にエーディトはアンネをフランクフルト郊外のマルバッハヴェーク307番地にあったフランク一家の暮らすアパートに連れ帰った。フランク一家は中産階級のユダヤ人一家だが、ユダヤ教にはあまり熱心な家庭ではなかった。1931年3月、フランク一家はガングホーファー通り24番地のアパートへ引っ越した。しかしフランク一家の家業である銀行業は世界的な不況から立ち直れず、業績が悪化していた。フランク一家は一般のドイツ国民よりは経済水準は高かったものの、節約のためアパートを借りるのはやめることとなった。一家はヴェストエント地区のヨルダン通りにある実家へ戻った。ここは1901年にオットーの父・ミヒャエルが購入した高級住宅で、ミヒャエルの死後はオットーの母・アリーセが1人で切り盛りしていた。とはいってもフランク一家の生活はあまり変わらず、家族でよく旅行やショッピングに出かけていた。
しかしこのころのドイツの政治は、反ユダヤ主義を掲げる国民社会主義ドイツ労働者党（以下ナチ党）が急速に伸長していた。1932年には同党が国会で最大議席を獲得し、その党首アドルフ・ヒトラーが首相に任命されるのも目前に迫っていた。フランクフルトでも反ユダヤ主義デモを行う突撃隊員の姿がよく見られるようになった。1932年にオットーはエーディトと相談して、ドイツを離れることを考えたという。しかし亡命先で生活の糧を得られる見込みがなく、断念せざるを得なかった。

### ドイツ脱出

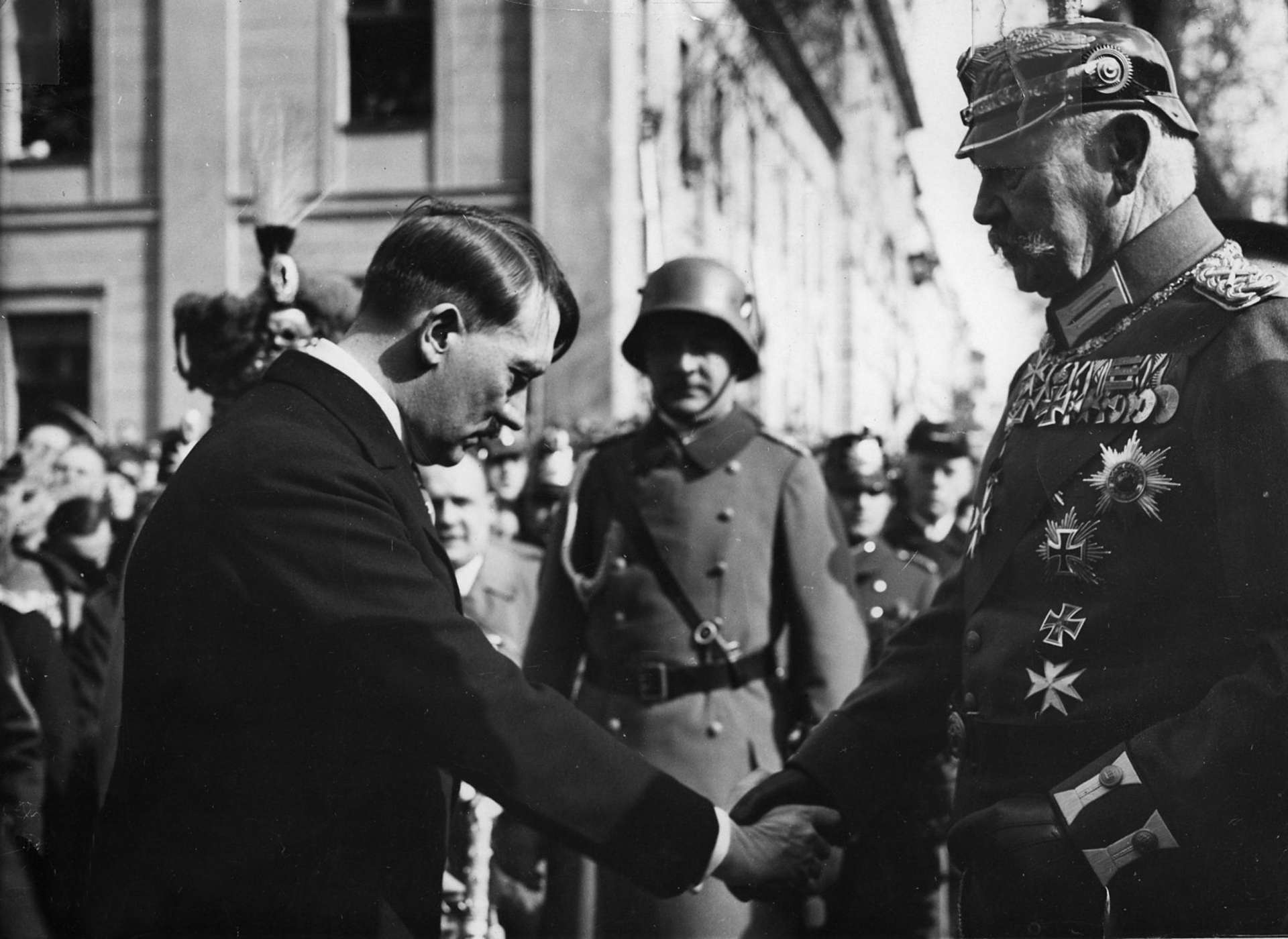
1933年3月21日、ドイツ国首相アドルフ・ヒトラー（左）とドイツ国大統領パウル・フォン・ヒンデンブルク（右）。

1933年1月30日、ナチ党党首アドルフ・ヒトラーがパウル・フォン・ヒンデンブルク大統領より首相に任命され、ドイツの政権を掌握した。これに危機感を抱いたユダヤ系ドイツ人たちは次々とドイツ国外へ亡命していき、1933年だけで6万3000人あまりのユダヤ系ドイツ人が国外へ亡命している。1933年3月のフランクフルト市議会選挙でもナチ党が圧勝した。市の中心部では勝ち誇ったナチ党員たちが大規模な反ユダヤ主義デモを行った。ユダヤ人商店のボイコット運動も激化し、ユダヤ系企業は次々と潰された。1933年4月7日に制定された職業官吏再建法によって反ユダヤ主義に従わない教師は次々と停職・退職させられ、学校でもユダヤ人の子供の隔離が進められるようになった。アンネもマルゴーもドイツでまともな教育を受けることはもはや不可能であった。
1929年夏にスイスへ移住していたアンネの叔父・エーリヒ・エリーアスは、ジャム製造に使うペクチンをつくる会社「ポモジン工業」の子会社オペクタ商会スイス支社を経営していた。エリーアスは義兄にあたるオットーに、オランダ・アムステルダムへ亡命してそこでオペクタ商会オランダ支社を経営しないかと勧めた。オットーはドイツに残ることの危険性、オランダに知り合いがいたこと、オランダが難民に比較的寛容であったことなどを考慮してこの申し出を受けることにした。
まず仕事と住居を安定させるため、1933年6月にオットーが単身でアムステルダムへ移った。その間、アンネは姉・マルゴーや母・エーディトとともにアーヘンで暮らすエーディトの母、ローザ・ホーレンダーの家で暮らした。オットーはヴィクトール・クーフレルやミープ・ヒースなど信用のできる人物を雇い、何とか事業を軌道に乗せた。
オットーはその間、一家の住居先も探した。エーディトもアーヘンとアムステルダムを行き来して夫の住居探しを手伝った。オットーたちはアムステルダム・ザウトの新開発地区に一家4人で暮らすのにちょうどいいアパートを見つけ、そこを購入した。1933年12月にまずエーディトとアンネの姉マルゴーが向かい、続いて1934年2月にアンネもそこへ移住した。

### オランダでの生活

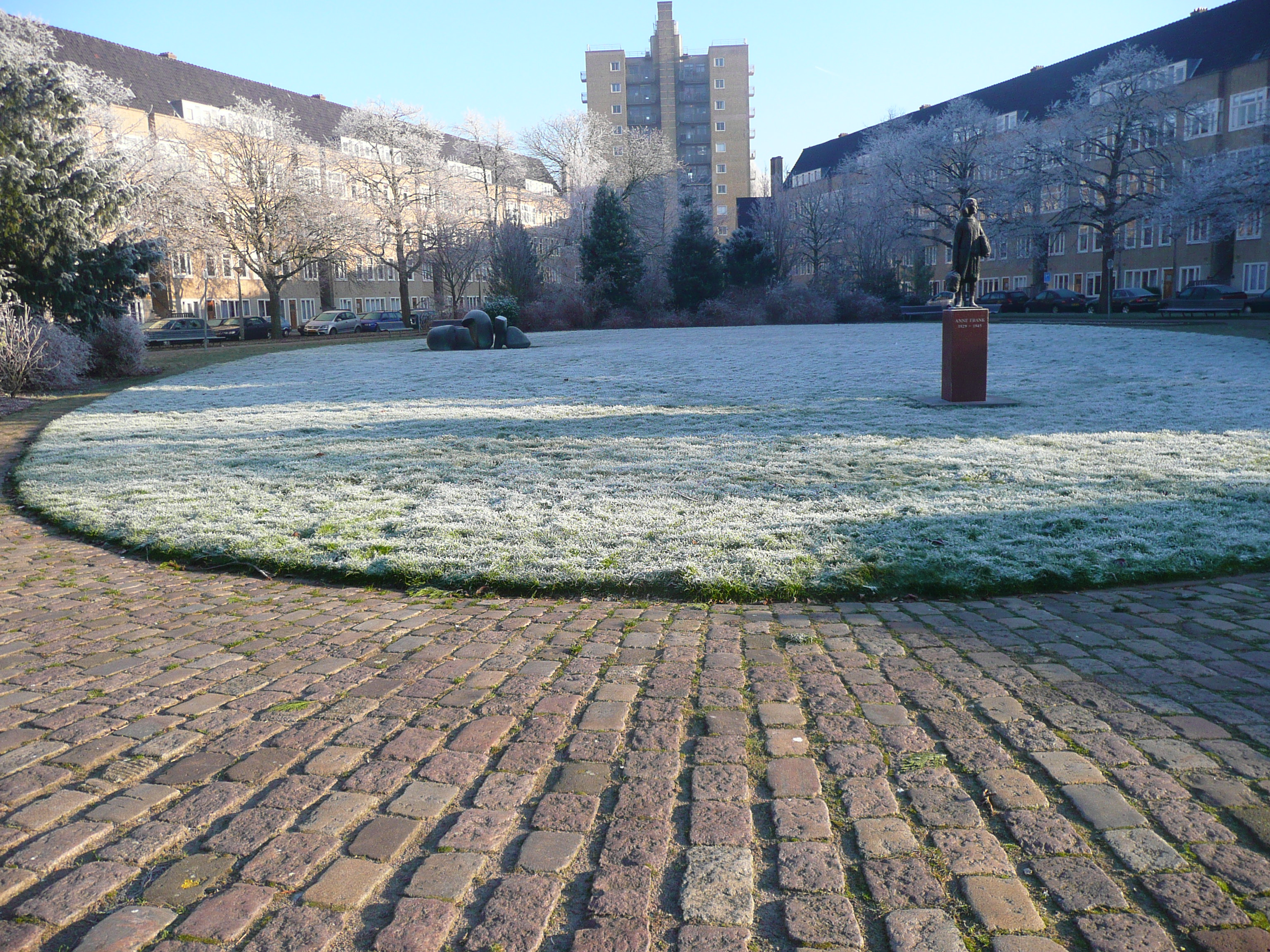
オランダ・アムステルダムのメルウェーデ広場（2010年）。当時のままに残されている。アンネの自宅はビルの右側の建物群、ビルから5番目の建物。写真では右端に少しだけ見える。広場中央に見えるのはアンネ・フランク像。

アムステルダム・ザウト地区は当時開発中で、ドイツからナチスの迫害をのがれて移住してきたユダヤ人が多く集まってきていた。フランク一家もそうした家の一つである。フランク一家はアムステルダム・ザウト地区の一郭であるメルウェーデ広場37番地のアパートの三階で暮らしていた。メルウェーデ広場は二等辺三角形をした広場で、三角形の頂点には当時としては珍しい12階建てのビルがそびえ立っている（写真参照）。
姉のマルゴーは普通の小学校に入学したが、アンネは1934年に自宅近くのニールス通りにあるモンテッソーリ・スクールの付属幼稚園に入学した。さらに1935年9月には、幼稚園と同じ建物の中にあるモンテッソーリ・スクールに入学する。モンテッソーリ・スクールは自由な教育を特徴とし、時間割が存在せず、教室での行動を生徒の自主性に任せ、授業中の生徒のおしゃべりさえも推奨していた。アンネにモンテッソーリ・スクールを選んだのは、アンネがおしゃべりで長い間じっと座っていることができない性分であったためという。
父親のオットー・フランクは娘たちについて「アンネは陽気な性格で女の子にも男の子にも人気があった。大人を喜ばせるかと思えば、あわてさせる。あの子が部屋に入ってくるたびに大騒ぎになったものでした。一方姉のマルゴーは聡明で誰からも『いい子だね』と褒められるような子供でした」とのちに語っている。

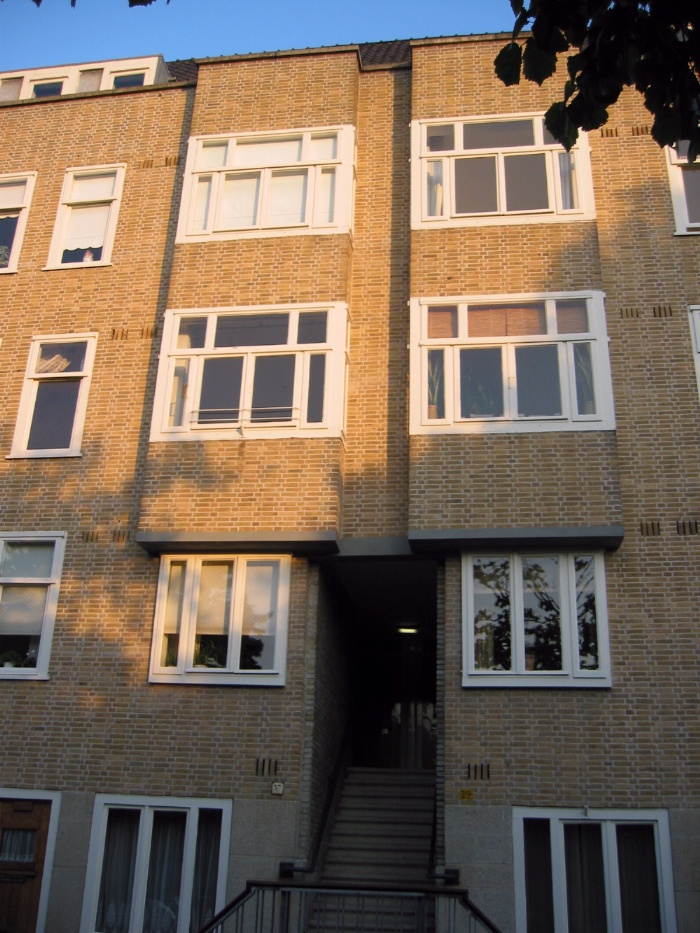
アンネが暮らしていたメルウェーデ広場37番地のアパート。3階部分がフランク家の部屋だった。

当時モンテッソーリ・スクールは革新的な学校と目されており、そのためユダヤ人の入学者が多かった。アンネのクラスも半分がユダヤ人であり、そのほとんどがアンネと同じドイツ系であった。アンネはモンテッソーリ学校で、同じくドイツから亡命してきたユダヤ人一家の子供ハンネリ・ホースラル（オランダ語愛称リース）やスザンネ・レーデルマン（愛称サンネ）と親しく遊んでいた。いつも仲良しの3人少女は「アンネ、ハンネ、サンネの3人組」などと呼ばれていた。特にハンネのホースラル家とアンネのフランク家は家族ぐるみの親しい付き合いをしていた。1937年秋にアンネにサリー・キンメルという初めてのボーイフレンドができた。これ以降、アンネの友達に男の子が増えてくるようになった。陽気なアンネは学校でもパーティーでも目立つ女の子で男子からも人気があった。映画スターやファッションに興味を持ち始めたのもこのころだった。しかしアンネは病弱であり、百日咳、水ぼうそう、はしか、リウマチ熱など小児病にはほとんど罹患している。
1938年10月にオットー・フランクはアムステルダムにもう一つの会社「ペクタコン商会」を設立した。ソーセージの製造のための香辛料を扱う会社であった。ヨハンネス・クレイマンをオペクタ商会とペクタコン商会の監査役とし、同じくドイツから亡命してきたユダヤ人でソーセージのスパイス商人だったヘルマン・ファン・ペルスをペクタコン商会の相談役に迎えている。ファン・ペルス一家は1937年6月にドイツを逃れてアムステルダムへ移住してきており、フランク家の近くで暮らしていた。ファン・ペルス一家はフランク一家と家族ぐるみの付き合いをして、のちに隠れ家でフランク一家と同居することとなる。
1938年末には母・エーディトの実家であるドイツ・アーヘンのホーレンダー家が経営する「B・ホーレンダー商事会社」が「アーリア化（ドイツ政府の圧力の下にユダヤ系企業がドイツ系企業に捨て値で買い取られる）」を受け、ホーレンダー家が財産を失った。それに伴い、エーディトの母・ローザは1939年3月にアムステルダムのフランク家へ移ってきて、一家は5人暮らしになった。アンネはおばあちゃんっ子であり、よくローザに学校での話や友達とのことを話した。
また1940年春ごろにはアメリカ合衆国アイオワ州ダンビルからオランダへ赴任してきていた教師バーディー・マシューズの計らいで、アンネとマルゴーは彼女の教え子であるダンビルの学校の生徒と文通することになった。アンネとマルゴーの文通相手はダンビルの農家の娘の姉妹、ベッティ・アン・ワーグナーとホワニータ・ワーグナーであった。アンネはホワニータと文通した。ちなみにこの文通は英語で行われている。父オットーが娘たちの書いた手紙を英訳したものと思われる。

### ドイツ軍のオランダ侵攻

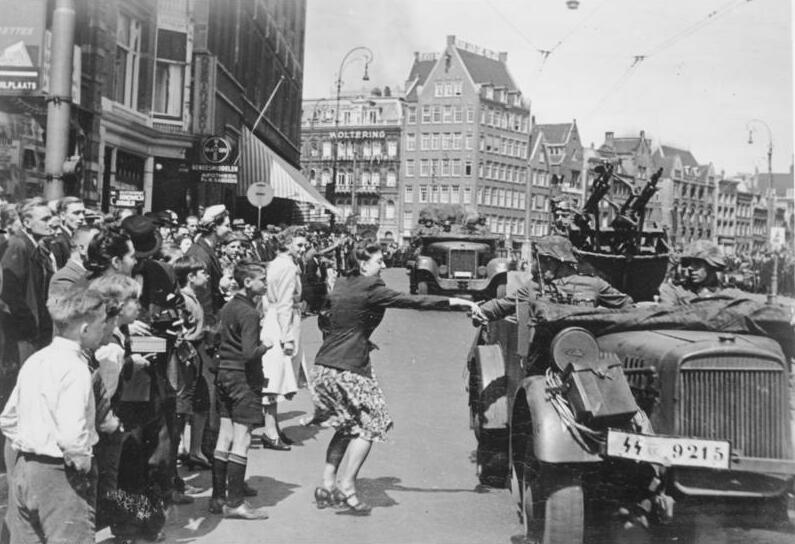
1940年5月、アムステルダム市に入るドイツ軍を歓迎するアムステルダム市民。手前は対空機関銃を搭載した武装親衛隊の小型乗用車。

1939年9月1日のドイツ軍のポーランド侵攻によって始まった第二次世界大戦にオランダは中立を宣言していた。しかしヒトラーは「オランダはイギリス軍機がドイツ空爆のためにオランダ領空を通過していくことを黙認している。自分から中立の資格を放棄している」と主張し、1940年5月10日早朝にドイツ軍をオランダへ侵攻させた。この日は金曜日で平日だったが、侵攻を受けて聖霊降臨祭の休みが急遽繰り上げられて学校は休みになり、アンネは自宅で待機した。一方、父・オットーは会社に出勤している。オットー以下オペクタ商会の社員たちは、暗澹たる空気の中でラジオ放送の混乱する情報を聞いていた。放送を聞くオットーの顔色は蒼白だったとミープ・ヒースは著書の中で回顧している。
オランダ国内はパニックに陥った。ポーランドで戦争後、オランダ政府は「たくさん蓄える者は国民に害」をスローガンに食糧配給制へ移行していたが、人々は食糧を蓄えようとして商店に殺到した。街中には空襲警報が連発した。ラジオ放送は混乱に陥り、相矛盾する命令や意味が不明瞭な命令を国民に次々と出した。オランダ国内にいるドイツ人が手当たり次第にオランダ当局に逮捕された。自動車を所有する裕福なユダヤ人の中には、オランダからの脱出を試みようとアイマウデンやスヘフェニンゲンなど海の方へ逃げる者もいたが、イギリス行きの船舶はわずかでほとんどは脱出に失敗している。フランク一家は逃亡を試みなかった。フランク一家は自動車を所持していなかったため、オットーやエーディトは、思春期の娘2人や年老いた祖母を連れてあちこち逃げまわりたがらなかった。オットー達は娘たちが心配なく青春を過ごせるよう、現下の政治情勢については家庭内でほとんど話さないことに決めた。
5月13日にはウィルヘルミナ女王やディルク・ヤン・デ・ヘール首相以下政府閣僚がイギリスへ亡命した。ドイツ空軍によるロッテルダム空襲の後、5月14日夜7時、オランダ軍総司令官ヘンリ・ヴィンケルマン大将はドイツ軍に対して降伏することを発表した。5月15日正午、オランダ政府はドイツ政府に対して正式に降伏文書に調印した。こうして侵攻からわずか1週間足らずでオランダ全土はドイツ軍占領地となった。

### ドイツ軍占領下の生活
占領直後のオランダはドイツ国防軍の軍政下に置かれていたが、1940年5月28日にヒトラーはオランダ駐在国家弁務官に親衛隊中将アルトゥル・ザイス＝インクヴァルトを任命し、民政へ移行させた。ザイス＝インクヴァルトは占領当初「穏健」な態度をとり、オランダ社会に急激な変化をもたらさないよう気にかけた。オランダ政府閣僚はすでに国外逃亡していたが、事務次官以下官僚機構はそのままオランダに残っており、オランダの行政機能はこれまでとほとんど変わりなく稼働した。またザイス＝インクヴァルトは、反ユダヤ主義についても即時にオランダに持ち込むことはしなかった。そのため占領後もしばらくの間は、アンネの生活に大きな変化はなかった。ハンネやサンネとも今まで通り遊んでいた。アンネはオランダ降伏には怒っていたが、このころはまだ将来への強い不安は感じてはいなかったという。
1940年5月28日にはベルギーがドイツに降伏、さらに6月22日にはフランスもドイツに降伏した。ドイツの情勢が安定してきたことで、ザイス＝インクヴァルトは徐々に「穏健」の仮面を脱ぎ捨ててユダヤ人迫害を開始するようになった。まず1940年7月にザイス・インクヴァルトより、オランダ国籍以外のユダヤ人は氏名と住所を登録せよとの命令が下った。さらに8月には「1933年1月1日以降にドイツからオランダへ移住したユダヤ人はその旨を登録せよ」との命令が出された。フランク一家はこれらの命令に従って登録を行っている。10月にはユダヤ人企業に登録が義務づけられた。オットーはこれに従ってオペクタ商会とペクタコン商会を登録する一方、「アーリア化」されることを防ぐためにヴィクトール・クーフレルとヤン・ヒース（ミープのパートナー。2人は1941年7月に結婚）を仮の所有者とする偽装会社「ヒース商会」を設立した。
1941年1月9日以降には、オランダ映画館主同盟がユダヤ人の映画館入場を拒否したため、ユダヤ人は映画館に入れなくなった。アンネはハリウッドの有名なスターの写真を切り抜いてコレクションするほどの映画好きだったため、これは大事件だった。結局、フランク一家は自前で映写機、スクリーン、フィルムを用意して自宅で上映会を行うようになった。
1941年5月末にユダヤ人は公園、競馬場、プール、公衆浴場、保養施設、ホテルなど公共施設への立ち入りを禁止された。アンネはプールに行けなくなったことを嘆き、「日焼けしようにも、あまり方法はありません。プールに入れないからです。残念ですけど、どうしようもありません」と1941年6月末にスイスにいる父方の祖母・アリーセに宛てた手紙で書いている。
1941年8月29日には、ユダヤ人はユダヤ人学校以外に通うことを禁止する法律が公布された。アンネはモンテッソーリ・スクールへ通えなくなり、マルゴーともどもフォールマーリゲ・スタツティンメルタインのユダヤ人中学校へ転校することとなった。ユダヤ人中学校でアンネは新たな親友ジャクリーヌ・ファン・マールセン（愛称ジャック）と出合った。アンネとジャックは家が近いにもかかわらず、しょっちゅうお互いの家に泊まり合っていた。アンネはジャックの家に行くのに大した荷物もないのにスーツケースを持っていった。旅行気分に浸るためだったという。
1942年1月29日には同居していた祖母・ローザが癌により死去している。おばあちゃんっ子のアンネには衝撃だった。アンネはのちに日記のなかでも祖母の死について触れ、「おばあちゃんのことは、いまでもこの胸に焼きついています。私が今でもどれだけおばあちゃんを愛しているか、きっと誰も想像がつかないと思います」と書いている。アンネは思春期になるにつれ、母・エーディトとの衝突が増えていた。アンネとエーディトの親子喧嘩の仲裁役になれるのは、アンネの祖母でエーディトの母であるローザだけだった。そのこともアンネが祖母好きな理由であったという。

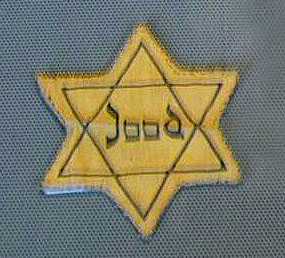
オランダのユダヤ人が着用を義務付けられたダビデの星。

1942年4月29日にはオランダ、フランス、ベルギーにおいてユダヤ人は黄色いダビデの星を付けることが義務づけられた。これは既にポーランドやドイツで実施されていた。オランダのダビデの星には中央に「Jood（ユダヤ人）」の文字が入っていた。1942年6月22日にはオランダの親衛隊及び警察高級指導者ハンス・ラウター親衛隊中将より「ユダヤ人は所有している自転車を48時間以内に当局に提出せよ」との命令が下された。フランク一家はこの命令に従わず、マルゴーの自転車を隠し持つことにした。アンネも専用の自転車を持っていたが、彼女の自転車は復活祭の休み中に何者かに盗まれてしまっていたため、このころにはすでに所持していなかった。アンネにとって厳しかったのは、1942年6月30日のユダヤ人外出制限命令だった。ユダヤ人は夜8時から朝6時までの間の外出を禁止され、また非ユダヤ人を訪問したり、あるいは訪問を受けることを禁止された。ユダヤ人の子どもにとって友達と遊ぶのに大きな影響がある命令だった。
アンネは1940年夏にペーテル・スヒフという年上（14歳）の少年と付き合っていた。ペーテルは長身の美男子でアンネは彼にかなり熱を入れていたが、ペーテルが引っ越すと2人は疎遠になってしまった。ペーテルの新しい友人たちが年下の女の子と付き合っているペーテルをからかったため、彼はアンネを故意に無視するようになったらしく、一方のアンネはしばらく失意の状態だったという。1944年1月6日、7日の彼女の日記にはペーテルのことを忘れられないでいる様子がうかがえる。ペーテルほど熱を入れてはいなかったが、1942年6月終わりごろには3歳年上のヘルムート・シルベルベルフ（愛称ヘロー）という男の子と付き合い始めていた。ヘローはこのときのことをのちに「アンネは魅力的な女の子でした。いきいきとしていて機転がきいて、人を笑わせたり、楽しませたりするのが大好きでした。はっきりと記憶に残っているのはいつも大きな椅子に座り、あごに両手を添えてじっと私のことを見ているアンネの姿です。（中略）たぶん私はアンネに恋していたのでしょう。ひょっとすると彼女も同じ気持ちだったかもしれません」と語っている。

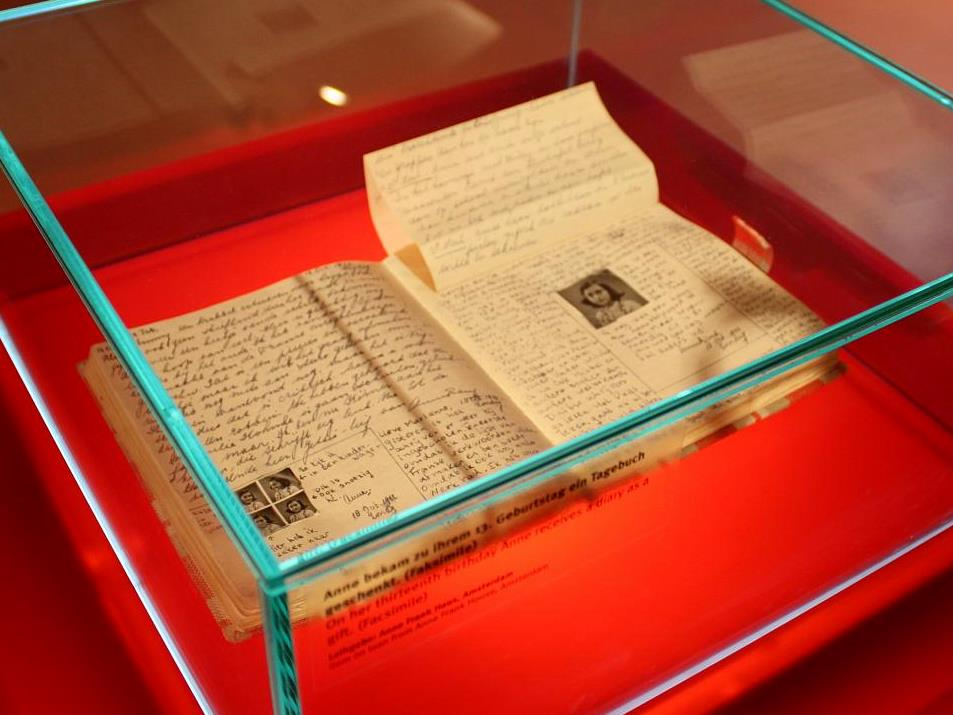
ベルリンのアンネ・フランク・ツェントラムに展示される、アンネが日記に用いたサイン帳。

1942年6月12日の13回目のアンネの誕生日、オットーからのプレゼントでサイン帳を贈られた。表紙全体に赤と白のチェック模様が入っているサイン帳であった。アンネはこのサイン帳を日記帳として使用することにし、その日、最初の日記をつけている。後世に『アンネの日記』として世界的に知られることになる日記の執筆の始まりである。なおアンネは日記帳を「キティー」と名づけ、この「キティー」に手紙を書くという設定にしていた。なぜキティーだったかは諸説あってはっきりとしないが、当時オランダの女の子の間で人気があった少女小説の主人公の名前から取られたという説がもっとも有力である。あるいはアンネの友達の一人ケーテ・エヘイェディ（愛称キティー）から来ている可能性もある。日記の最初はこのように記されている。
1942年6月末、夏休み前の学期末試験の通知書が配布された。マルゴーは「いつも通りの素晴らしい成績」で、アンネも日記上でしぶしぶ賛辞を呈している。一方アンネは予想よりは良かったが、数学の成績が低く、夏休み後の9月に追試を受けることを申し渡されてしまった。しかしアンネがふたたび学校に通える日はもう来なかった。

### 隠れ家の準備

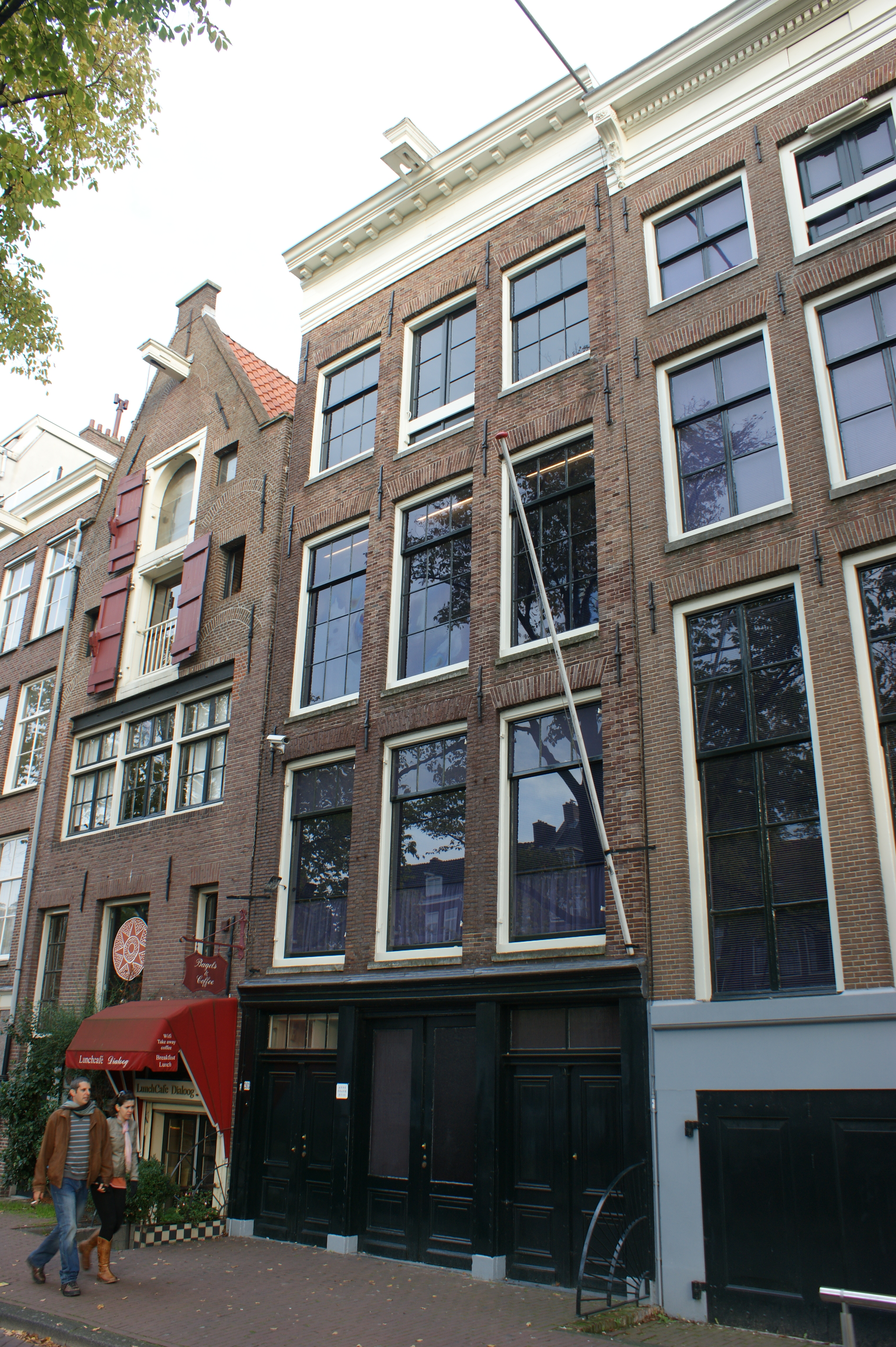
プリンセンフラハト通り263番地にあるオットーの会社の建物。この建物の裏につながって存在する「後ろ家」の3階と4階部分に隠れ家があった。1960年にアンネ・フランク財団が管理する博物館として整備され、アムステルダムの観光名所の一つとなっている。

ドイツの総力戦体制が強まり、ユダヤ人狩りが頻繁に行われはじめると、「ユダヤ人はポーランドへ連行されそこで虐殺される」という不穏な噂が流れるようになった。ドイツ側は、連行しているユダヤ人は失業中で未婚のユダヤ人のみであり、彼らはドイツ国内の労働収容所へ送っており、そこで公正な取り扱いのもとに強制労働に従事しているとしていた。しかし1942年初めにはイギリスのBBC放送が「ユダヤ人はポーランドへ連れて行かれ、そこで虐殺されている」と報道していた。いずれにせよ明白であるのは、経済の「アーリア化」によりユダヤ人失業者は増大しており（オットーも書類上は失業者であった）、ユダヤ人狩りで連れていかれる人数は日増しに増え、その対象はユダヤ人ならば誰でも手当たり次第という具合になっていたことである。
危険が迫ってきていると判断したオットーとヘルマン・ファン・ペルスは、オペクタ商会とペクタコン商会（ヒース商会）が入っている建物の中に隠れ家を設置して身を隠す準備を進めた。その建物はアムステルダム・ヨルダーン地区プリンセンフラハト通り263番地にあった。4階建ての建物で1階が倉庫、2階が事務所、3階と4階（さらにその上に屋根裏部屋もあり）も倉庫として使われていた。この建物の後ろには離れ家がついており、そこの2階にはオットーのオフィスと従業員用のキッチンがあり、3階と4階は放置されていた。こうした離れ家は、運河に面したアムステルダムの建物にはよくある形状で「後ろの家」（アハターハウス）と呼ばれ、定冠詞"Het"を付けた「後ろの家」（ヘット・アハターハウス）は、オランダ語版アンネの日記のタイトルとなった。この離れ家の3階と4階と屋根裏部屋を改築して隠れ家が作られた。
ミープ・ヒース、ヨハンネス・クレイマン、ヴィクトール・クーフレル、ベップ・フォスキュイルら会社の非ユダヤ人社員たちが食料や日用品を隠れ家に運び込む役を引き受けてくれた。オットーは、ドイツ軍に見つからぬよう少しずつ家具などを隠れ家に入れていった。この間、アンネとマルゴーには隠れ家のことは一切知らされていなかった。少しでも娘たちに自由な時間を楽しませたいというオットーとエーディトの配慮からだった。ユダヤ人の子供はすでに自由に遊ぶことはできなくなっていたが、それでもアンネは、ハンネ、サンネ、ジャックたちとともにイルセ・バーハネルという子の家に集まって卓球をして遊んだり、卓球のあとはユダヤ人でも入れるアイスクリーム屋へ行って男の子たちと会って仲良くしたりして楽しんでいた。
1942年7月5日午後3時ごろ、マルゴーに対して7月6日にユダヤ人移民センターへの出頭を命じるナチス親衛隊（SS）からの召集命令通知がフランク家に届けられた。これはマルゴーに限らずアムステルダムの15歳から16歳のユダヤ人数千人に一斉に出された召集命令であった。召集後はヴェステルボルク通過収容所を経てドイツ国内の強制労働収容所へ送られ、労働に従事させられることとなっていた。通知には持って行ける衣類とシーツ、食器類についてのリストまで付属していた。オットーの帰宅後、すぐにヘルマン・ファン・ペルスやヒース夫妻、クレイマンなどと連絡をとり、対策を話し合った。召集命令に応じるのは危険と判断したオットーたちは、すぐに潜伏生活を始めることとした。アンネとマルゴーも荷造りの準備を始めた。
7月6日朝7時半、アムステルダムは雨が降っていた。自転車を持っていたマルゴーはミープに連れられてひと足先に隠れ家へ向かった。続いて7時45分、アンネとオットーとエーディトの3人も家を出ると徒歩で隠れ家へ向かった。アンネたちは1時間ほどかかってプリンセンフラハト通り263番地の隠れ家に到着した。到着したころには雨はあがっていた。
アパートを出る際にオットーは、そのころフランク家に下宿していた人物に宛てて手紙を置き残した。そこでスイスへ逃れることをほのめかし、アンネが飼っていた猫「モールチェ」（ユダヤ人学校へ転校したころから両親の許可を得て飼っていた）を託したい旨を書いている。フランク一家の突然の失踪は近所の人たちにも知られたが、召集命令が来たユダヤ人は次々と逃げ出していたのでとりたてて不思議には思われなかったようである。すぐに「フランク一家はスイスへ逃げたらしい」という噂が流れた。アンネの友達のハンネリやジャックもアンネを探しにきたが、家はもぬけのからになっていた。ジャックはアンネと事前にお互い身を隠すときがきたら手紙を置き残そうと約束しており、手紙を探したが見つからなかった。彼女たちはとりあえずアンネとの思い出の品を探し、ジャックはアンネが水泳競技でもらったメダルを見つけて持って帰っている。

### 隠れ家生活

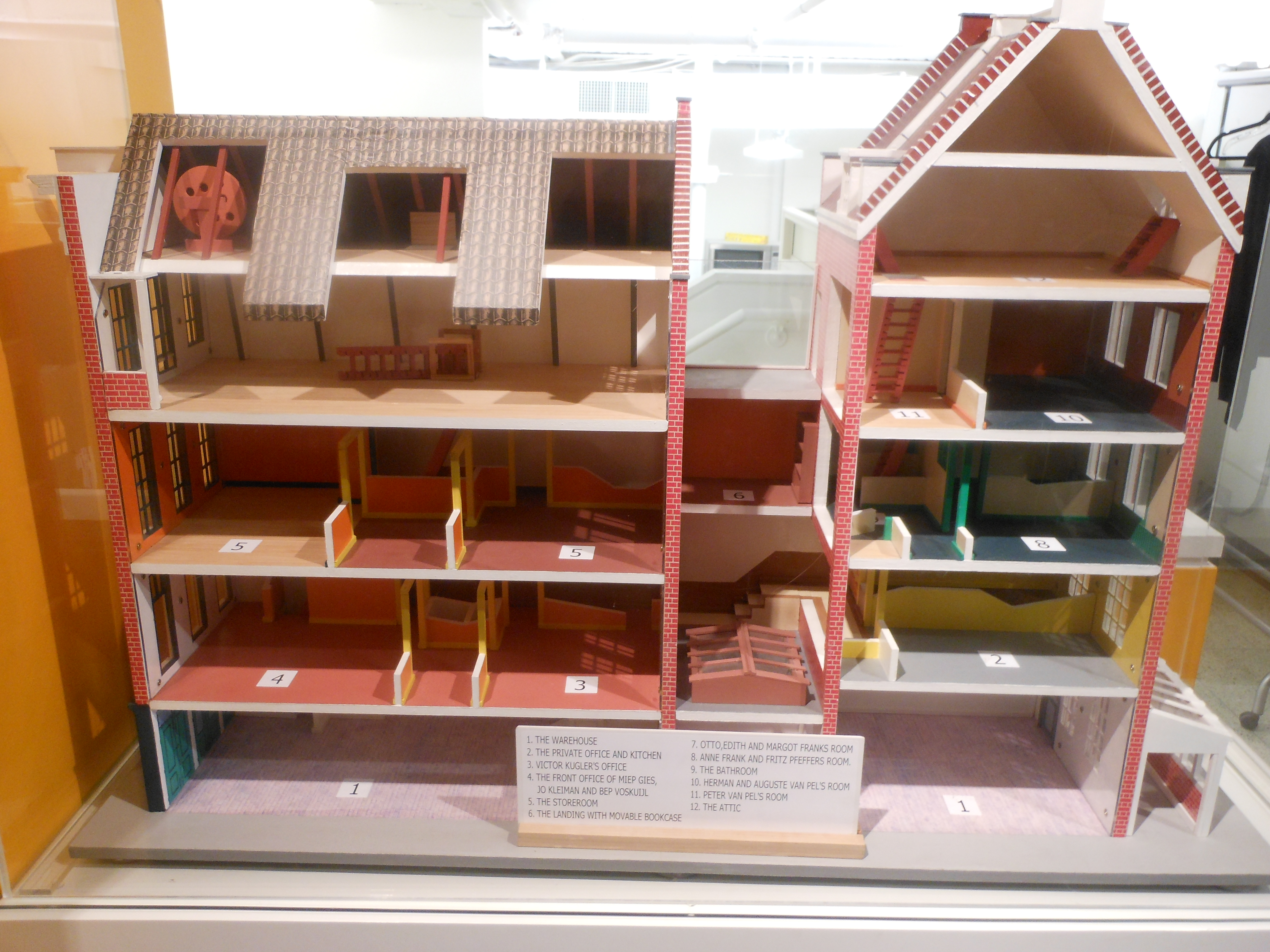
会社が入っている通りに面した家（左）と隠れ家がある「後ろの家」（右）の模型。

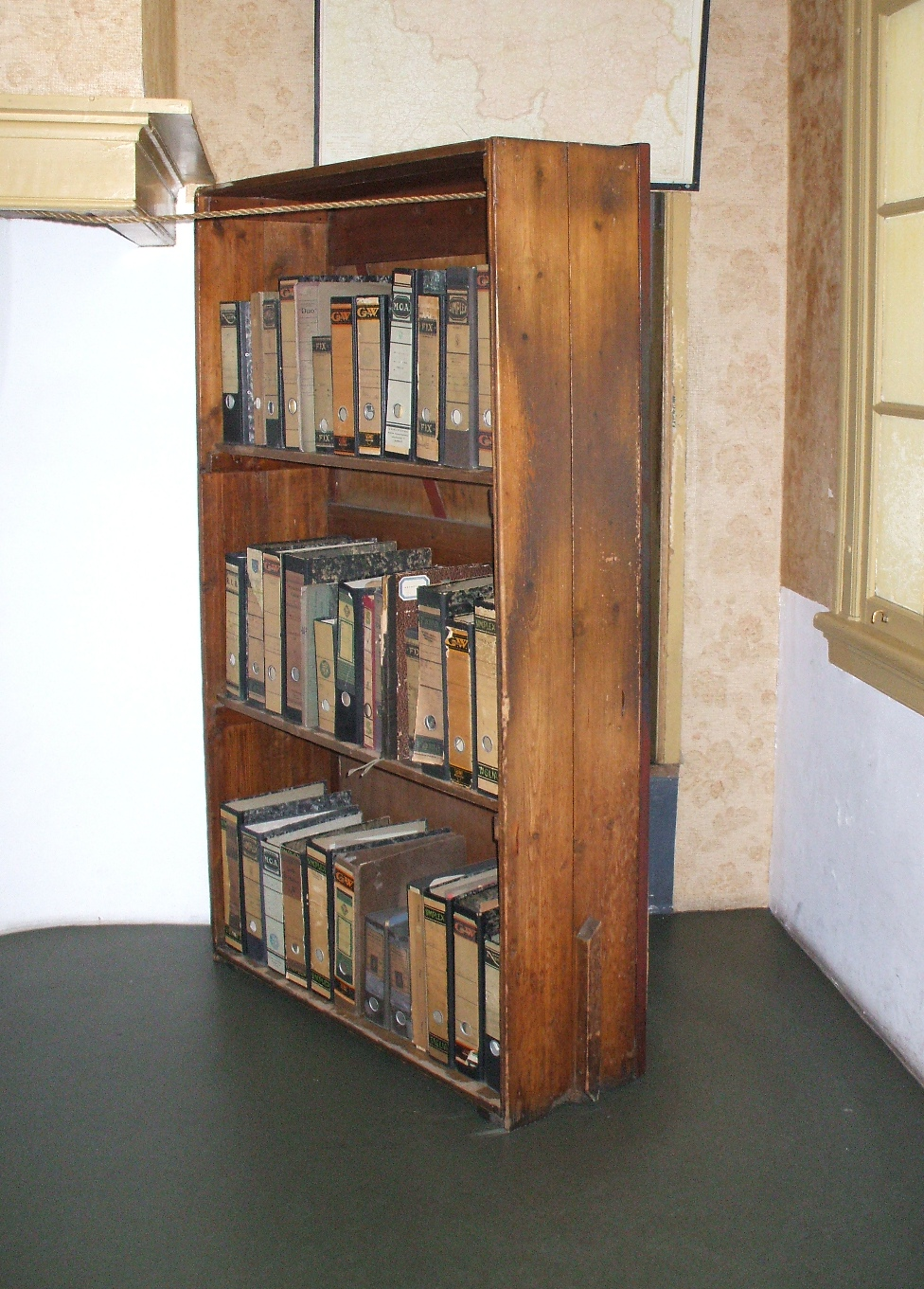
隠れ家への入口を隠した本棚。

「後ろの家」の隠れ家の入口は正面の建物から3階に上がり、本棚の後ろに隠れた秘密の入口を通って入ることができた。秘密の入口を通るとすぐ右手に4階への階段があった。階段のすぐ横のドアはオットーとエーディトの部屋であった。その部屋とつながっている右側の細長い部屋がアンネとマルゴーの部屋だった（フリッツ・プフェファー合流後、プフェファーはアンネの部屋で暮らすことになり、マルゴーはオットーたちの部屋に移っている）。アンネたちの部屋と4階への階段の手前から洗面所に入ることができ、そこに洗面台と水道、そして水洗トイレがあった。4階に通じる階段を上ると大きな部屋があり、そこは隠れ家のリビングルーム、またファン・ペルス一家の部屋だった。またその部屋に通じる部屋にファン・ペルス一家の長男ペーター・ファン・ペルスの部屋があり、この部屋から屋根裏部屋へ上がるはしご段があった。屋根裏部屋のつきあたりのアーチ形の窓からは西教会の時計塔が見え、別の窓からは中庭に立つマロニエの巨木を眺めることができた。隠れ家にはオットー・フランク一家（オットー、妻エーディト、長女マルゴー、次女アンネ）、1942年7月13日からヘルマン・ファン・ペルス一家（ヘルマン、妻アウグステ、長男ペーター）、1942年11月16日から歯科医のフリッツ・プフェファーも合流して合計8人が隠れ家で同居した。

#### 隠れ家での人間模様
隠れ家生活に入ってからアンネと母・エーディトは対立することが多くなった。母から自立したいアンネとアンネを心配するエーディトがすれ違っていたせいであった。オットーがよく2人の仲裁に入っていた。日記上でも母親を批判する記述は多い。「とにかくママが我慢なりません。ママの前では、自分を抑えて辛抱しなくちゃなりません。そうしないとママの横っ面をひっぱたいてしまいかねませんから。どうしてこんなにまでママが嫌いになってしまったのか。自分でも分かりません」と書いている。しかしやがてアンネは母を傷つけていることを反省して、徐々に攻撃の手を緩めるようになる。日記の書きなおし作業の中で「アンネ、本当に貴女が書いたの？『憎らしい』なんて？よくもこんなことが書けたわね」「お母さんが私の気持ちを分かっていないのは事実ですが、私もお母さんの気持ちを分かっていないのですから」などと書いている。
またアンネは、成績優秀で控えめな性格の姉・マルゴーをやっかむことが多かった。母・エーディトがマルゴーを高く評価し、アンネはいつもマルゴーと比べられて姉を見習うようにと言われるせいだった。アンネは「鼻持ちならないとしか言いようがありません。昼も夜も神経に触りっぱなし。私はいつもマルゴーをからかって『よくそんなに猫を被っていられるわね』と言ってやりますけど、さすがのマルゴーもこれにはむっとしてるようですから、そのうち猫を被るのは止めるかも」、「ママは何かと言うとマルゴーの味方をします。それは誰の目にも明らかです。いつだって2人でかばい合っています。もうそれは慣れっこなので、ママがごちゃごちゃお説教をしても、マルゴーが怒ってきても何とも思いません。もちろん2人のことは愛していますが、それは私のお母さんであり、お姉さんだからにすぎません。一個の人間としては2人ともクタバレと言いたいです」と書いている。しかしのちに親への不満を共通の話題にして姉妹仲はよくなった。「特別なことと言えば、マルゴーと私が二人揃って両親が鼻につき始めてることぐらいです。誤解しないでほしいんですけど、私は今でも以前と変わらずお父さんを愛してますし、マルゴーは両親どちらも愛しています。でも私たちぐらいの年になると、誰でもちょっとは物事を自分で決めたくなります。（中略）マルゴーも悟ったようです。両親より同性の友達の方が、自分自身について気楽に話せるってことが」「（マルゴーとは）本当の親友になりかけています。もう私のことを子供扱いして、相手にしてくれないなんてこともありません」と書いている。
家族の中でアンネが一番好きだったのは父・オットーだった。アンネは1942年11月7日の日記には「パパだけが私の尊敬できる人です。世界中にパパ以外に愛する人はいません」と書いている。アンネはオットーにエーディトへの不満を漏らすことがあったが、オットーはアンネに拒絶されて苦しんでいるエーディトを知っていたため、必ずしもその言い分を認めなかった。「パパは、私が時々ママについて、鬱憤をぶちまける必要があることを分かってくれません。そのことを話題にしたがらないんです。話がママの欠点について触れそうになると、すぐにその話題を避けようとします」とアンネは書いている。この件についてオットーは後年、「このことでは妻の方がアンネより深く悩んでいたと思う。実際に妻はよくできた母親で、子供のためならいかなる苦労も惜しまなかった。アンネの反抗についてよくこぼしていたが、それでもアンネが父親の私を頼っていることに妻はいくらか慰められているようだった。アンネと妻の仲介役になるときは私も気が重かった。妻を苦しませたくはなかったが、アンネが母に対して生意気で意地悪な態度を取ったとき、アンネをたしなめるのは、しばしば容易なことではなかった」と述べている。
アンネの妥協のなさ、臆することのない舌鋒は、ファン・ペルス夫妻やフリッツ・プフェファーも立腹させることが多かった。彼らは「アンネの躾がなっていない」とよくフランク夫妻に忠告した。しかしこのようなときには母・エーディトは常にアンネの味方だった。プフェファーとアンネは机の使用権などをめぐって対立し、プフェファーはアンネにマナーなどの説教をすることがあった。アンネは皮肉をこめてプフェファーを「閣下」などと呼んでいる。また彼女がプフェファーに付けた日記上の変名は「デュッセル」（ドイツ語で間抜けの意）である。またファン・ペルス夫妻とフランク一家にもしばしば摩擦があった。
しかし対立ばかりではなく、楽しいときも多かった。隠れ家ではお祝いをするきっかけを見つけては頻繁にお祝いをしていた。毎週金曜日に行うユダヤ教の安息日の儀式、隠れ家メンバーの誕生日のお祝い、ハヌカー祭、クリスマス、新年などであった。ヘルマン・ファン・ペルスはもともと陽気な人で、こうした席でよく冗談をいって人を笑わせていた。アンネの日記にもそうした楽しい思い出が「夜にはみんなしてテーブルを囲み、頭がおかしくなるほど笑い転げました。私がドレヘルさんの奥さんの毛皮のカラーを持ち出して、パパの頭に巻きつけたからです。なんだか馬鹿に神々しくて見えて、ほんと、笑い死にするかと思いました。次にファン・ペルスおじさんもそれを真似しましたけど、こちらはもっと滑稽でした」「ペーターがおばさんのすごく細みのドレスを着て、帽子をかぶり、私が彼の服を着て、男の子の帽子を被ったら、大人たちはみんなお腹を抱えて笑い転げ、おかげで私たちまですっかり楽しくなりました」と多く描かれている。
隠れ家で唯一のティーンエイジャーの男の子のペーターとは徐々に恋仲になっていき、アンネとペーターは屋根裏部屋で2人きりで長い時間を過ごすようになった。2人はキスもしている。1944年4月16日の日記に「昨日の日付を覚えておいてください。私の一生の、とても重要な日ですから。もちろん、どんな女の子にとっても、初めてキスされた日といえば記念すべき日でしょう？」と書いている。ただペーターには物足りなさも感じていたようで、しばしばペーターへの不満の記述もある。

#### 様々な困難
人に見つかってはならない隠れ家には厳しいルールがあった。昼間はできる限り静かに過ごすこと（事務所に人の出入りがあるため）、カーテンは閉めたままにすること、水を流す音が響かないようにすること、トイレの使用は早朝と事務所が閉まる夕方以降にすること、などである。食料の調達はミープ・ヒースで、店長がレジスタンス活動家であった食料店から購入していた。食料は屋根裏部屋に貯蔵された。しかし食料の確保はどんどん難しくなり、少なくなっていった。特に1944年に入ると食料切符があっても満足に食料を得られなくなった。しかも同年5月25日には野菜の入手経路だった八百屋の主人ファン・フーフェンが2人のユダヤ人を匿っていた罪によりゲシュタポに逮捕されたため、野菜の確保が難しくなった。ひもじさに耐えねばならなくなると隠れ家住民たちの心がすさんでけんかになることも多かった。アンネも日記の中で1週間に1種類か2種類の食事しか食べられないことを嘆いている。
医者にかかれないため、病気になると大変であった。1943年冬にはアンネはインフルエンザにかかり、隠れ家の大人たちが総がかりで必死に看病した。幸い熱は下がり回復したが、悪性の伝染病に襲われたときにはひとたまりもない様子であった。また夜には連合軍の空襲の恐怖にさらされることも多くなっていった。もし爆弾が落ちても助けは求められなかった。隠れ家からそう遠くないミュントプレインに対空砲火に撃ち落とされた英軍機が墜落した際には、その轟音と火事で隠れ家がパニックになったという。電力も制限されていき、ろうそくを明かりの代わりに使用するようになった。また暖房の使用ができなくなると厚手のコートを重ね着したり、ダンスや体操をして体を温めたりしていた。
どんなに絶望的な状況になっていってもアンネは最後まで希望を捨てなかった。1944年7月15日の『アンネの日記』には次のような記述がある。
この言葉はアンネ・フランクの代表的な言葉としてよく引用されている。『アンネの日記』は、この後、7月21日に記述があり、その次の1944年8月1日火曜日を最後にして終わっている。

### 逮捕
1944年8月4日朝、プリンセンフラハト263番地の建物はいつも通りであった。隠れ家メンバーは読書や勉強、裁縫などに専念して音を立てないよう静かにしていた。表の建物の2階の事務所の社長室ではヴィクトール・クーフレル、その隣室の事務所ではミープ・ヒース、ヨハンネス・クレイマン、ベップ・フォスキュイルの3人が働いていた。また一階の倉庫では倉庫従業員のヴィレム・ファン・マーレンとランメルト・ハルトホ（Lammert Hartog）がスパイスを袋に詰める作業をしていた。
午前10時半ごろ、プリンセンフラハト263番地の前に1台の車が止まった。中から出てきたのは制服姿のSD・ユダヤ人課のカール・ヨーゼフ・ジルバーバウアー親衛隊曹長と私服のオランダ人警察官数名であった。ジルバーバウアーらは建物の中に入ると倉庫従業員ファン・マーレンに「ユダヤ人はどこに隠れている？」と問うた。彼は指を一本立てて階上を指し示した。
ジルバーバウアーたちは2階の事務所へ向かった。事務所に入るとオランダ人警官がミープ、クレイマン、ベップの3人に銃口を突きつけて「そのまま座っていろ。動くな！」と指示した。ジルバーバウアーらは石のように固まっている3人を無視してその隣室の社長室に入り、クーフレルの前に立った。オランダ人警察官の1人が「この建物にユダヤ人が匿われているはずだ。そのことは訴えがあってすでに分かっている。そこへ案内しろ」とクーフレルに指示した。クーフレルに打つ手はなく、観念した彼は、ジルバーバウアーたちを先導して階段を上り、3階の隠れ家に向かった。
クーフレルが踊り場の突きあたりにある本棚を指さすと、オランダ人警察官たちはその本棚を調べて秘密の入り口を見つけた。ジルバーバウアーは銃を抜くとクーフレルの背に押し当て「入れ」と指示した。クーフレルが隠れ家に入るとフランク夫妻の部屋のテーブルに座っていたエーディトが目に入った。クーフレルは彼女に向かって「ゲシュタポが来た」と小さい声で呟いた。クーフレルの後ろからオランダ人警官が現れ、エーディトに銃を突きつけて「両手をあげろ」と指示した。オランダ人警官たちが続々と隠れ家に入ってきて家宅捜索を開始した。まず隣室のアンネの部屋にいたアンネとマルゴーが拘束され、続いて4階のリビングルームにいたファン・ペルス夫妻とフリッツ・プフェファーが拘束された。最後に発見されたのがペーターの部屋で、ここではオットーがペーターに英語を教えているところだった。
隠れ家メンバーの8人は全員両手をあげさせられ、入り口に近い3階のオットー夫妻の部屋に集められた。誰も声を出さなかったが、マルゴーだけは声を上げずに泣いていた。ジルバーバウアーは真っ先に貴重品を提出させて押収した。ジルバーバウアーが鞄を逆さにして中身をぶちまけた際に、中からはアンネの日記が床に落ちたが、アンネが何か言うことはなかった。ジルバーバウアーは武器の携帯の有無を尋ねたあと「5分以内に支度をしろ」と命じた。しかし、ジルバーバウアーはオットーが第一次世界大戦の際にドイツ軍中尉だったことを知ると態度が一変し、一瞬敬礼のポーズすら取りそうになったという。そして荷造りをしている隠れ家住人たちに「ゆっくりでいい」と指示し直している。
クーフレルとクレイマンはジルバーバウアーたちに何を聞かれても答えなかったため、この2人も連行されることとなった。女性従業員と倉庫従業員は逮捕を免れた。
連行する人数が予想より多かったため、ジルバーバウアーはもう1台車を手配し、午後1時ごろに警察の護送車が到着した。10人ともこの護送車に乗せられ、アムステルダム南部ユーテルペ通りにあったゲシュタポ・SD本部に連行された。
逮捕を免れたミープ、ベップ、ファン・マーレン、駆けつけてきたヤン・ヒースらはSDに荒らされた隠れ家の整理にあたり、『アンネの日記』も拾い集められた。それらはミープが戦後まで保存した。
ゲシュタポ・SD本部に到着するとただちに、非ユダヤ人であるクーフレルとクレイマンは、ユダヤ人である隠れ家メンバーと引き離され、その日のうちに拘置所の方へ送られている。その後、この2人は当時ユダヤ人を助けた廉で逮捕された多くのオランダ人と同様にドイツ国内の労働収容所へ送られたが、それぞれ脱走・釈放によって市民生活に戻っている。
一方、隠れ家メンバーはゲシュタポ・SD本部で取り調べを受けた。取り調べではほかに潜伏しているユダヤ人についてを中心に聞かれたが、ずっと隠れ家生活をしていた8人が知るところではなかった。その日一晩はゲシュタポ・SD本部の監房で過ごすこととなった。翌日にはアムステルダムのウェテリングスハンスの拘置所に移され、ここで3日ほど過ごした。

### 密告者についての諸説
SDは密告を受けて出動していた。倉庫係ヴィレム・ファン・マーレン、ランメルト・ハルトホ、もしくはその妻で掃除婦のレナ・ハルトホを疑う説もあるが、真相は不明である。偽造された配給券の家宅捜索中だったSDが、偶然に隠れ家を発見したのではないかという説もある。なお2022年1月、アメリカ連邦捜査局（FBI）の元捜査官や歴史家ら約20人で構成する研究チームの調査によれば、ユダヤ人公証人アーノルト・ファンデンベルフが自らの家族を守るため、ユダヤ人が隠れている住所のリストをSDに提供した可能性が高いと報道された。調査の内容はオランダで出版されたが、密告者を名指しした書籍には多くの非難が寄せられ、出版社は謝罪。書籍は回収された。

### ヴェステルボルク収容所

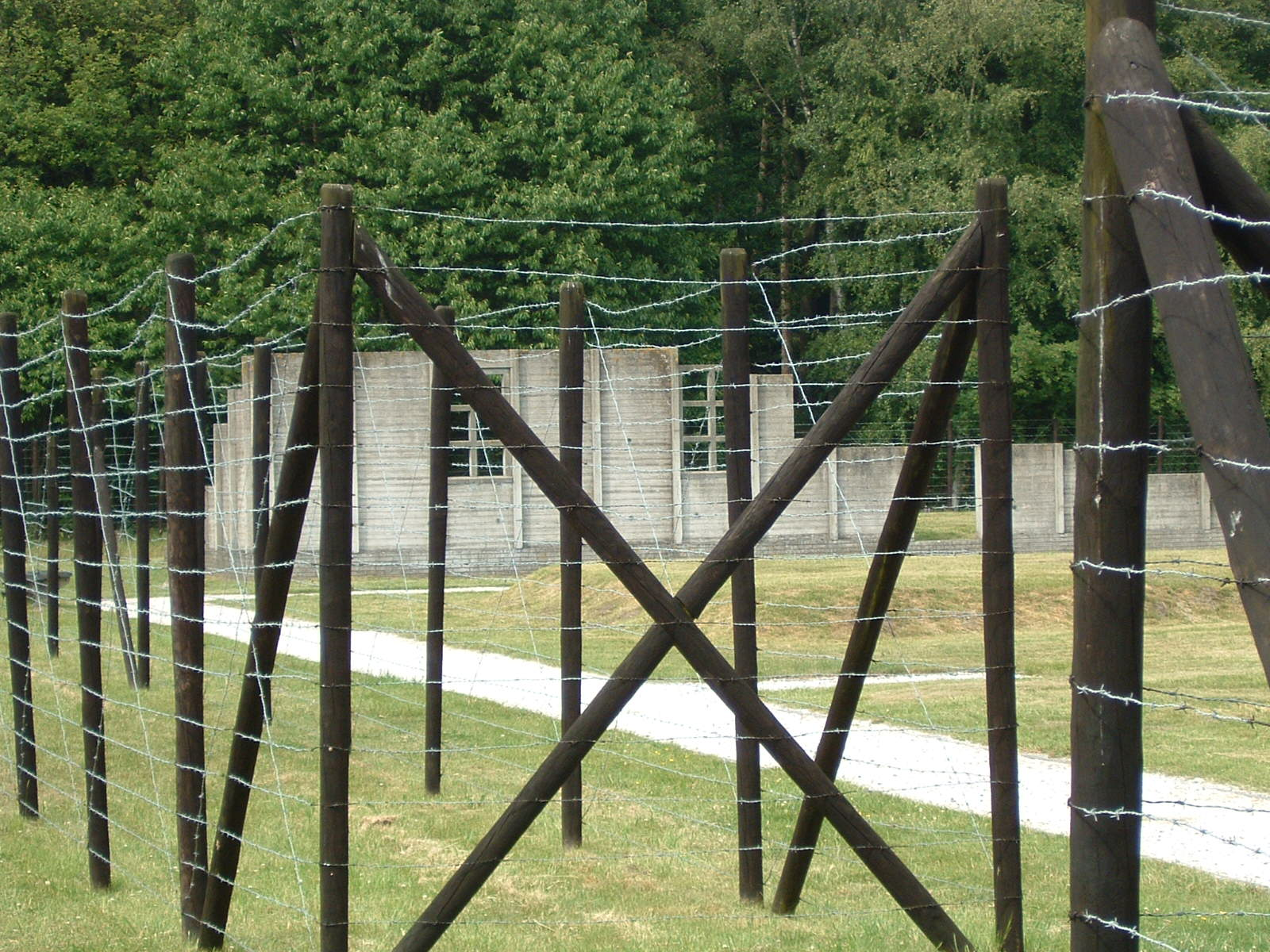
アンネが収容されていたヴェステルボルク通過収容所のバラックの跡。

1944年8月8日に隠れ家のユダヤ人8人はアムステルダム中央駅からオランダ北東のヴェステルボルク通過収容所へ移送された。オットー・フランクの回想によれば、この移送中にアンネは列車の窓から一度も離れず、外の光景を眺めていたという。アンネは都会っ子で田舎にはほとんど興味がなかったというが、この時には窓外の田園風景に釘付けだったという。
1944年8月8日午後遅くにヴェステルボルク収容所に到着した。このヴェステルボルクはユダヤ人をポーランドのアウシュヴィッツ＝ビルケナウ強制収容所へ移送するまで一時的に拘留しておく通過収容所だった。ドイツ人の収容所所長もいたが、日常業務はユダヤ人被収容者の中から出されたリーダーの自治によって行われていた。そのため強制収容所と比べると比較的自由に行動することが許されており、収容所内には学校や孤児院、医療施設、宗教施設、娯楽施設、スポーツ施設なども存在していた。
しかしフランク一家はじめ隠れ家メンバー8人は「有罪宣告を受けたユダヤ人」に分類され、政治犯として懲罰棟である第67号棟へ収容された。ここに収容される者は自由が大幅に制限されていた。男性は丸刈り、女性は短髪と定められており、アンネも髪を切られたものと思われる。ヴェステルボルクでフランク一家はド・ヴィンテル一家（父マヌエル、母ローザ、娘ユーディー）と親しくなった。ユーディーはアンネと同い年だった。ド・ヴィンテル一家もユダヤ人であり、潜伏生活を送っていたが、発見されて逮捕されていた。
アンネ、マルゴー、エーディトは電池の分解作業に割り当てられていた。食事はわずかなパンと水っぽいスープだけであった。ここでアンネたちは同じ作業を行っていたヤニーとリーンチェのブリレスレイペル姉妹と知り合った。リーンチェは「アンネとマルゴーはいつもお母さんのそばにいました。『アンネの日記』ではアンネはお母さんを手厳しく批判していますが、ちょっとした反抗期だったんじゃないでしょうか。収容所ではお母さんの腕にしがみついていました」と証言している。1944年9月3日、ヴェステルボルク収容所からの最後の移送列車がアウシュヴィッツ＝ビルケナウ強制収容所へ向けて出発することとなった。アンネたちはこの列車に乗せられることとなった。

### アウシュヴィッツ＝ビルケナウ収容所
1944年9月3日、隠れ家メンバー8人とド・ヴィンテル一家、ヤニーとリーンチェのブリレスレイペル姉妹はまとめてアウシュヴィッツ＝ビルケナウ強制収容所へ向かう移送列車に乗せられた。移送中のアンネは、マルゴー、ペーター、ユーディーと一緒に話をしたり、ときどき小窓によじのぼって外の光景を眺めていたという。

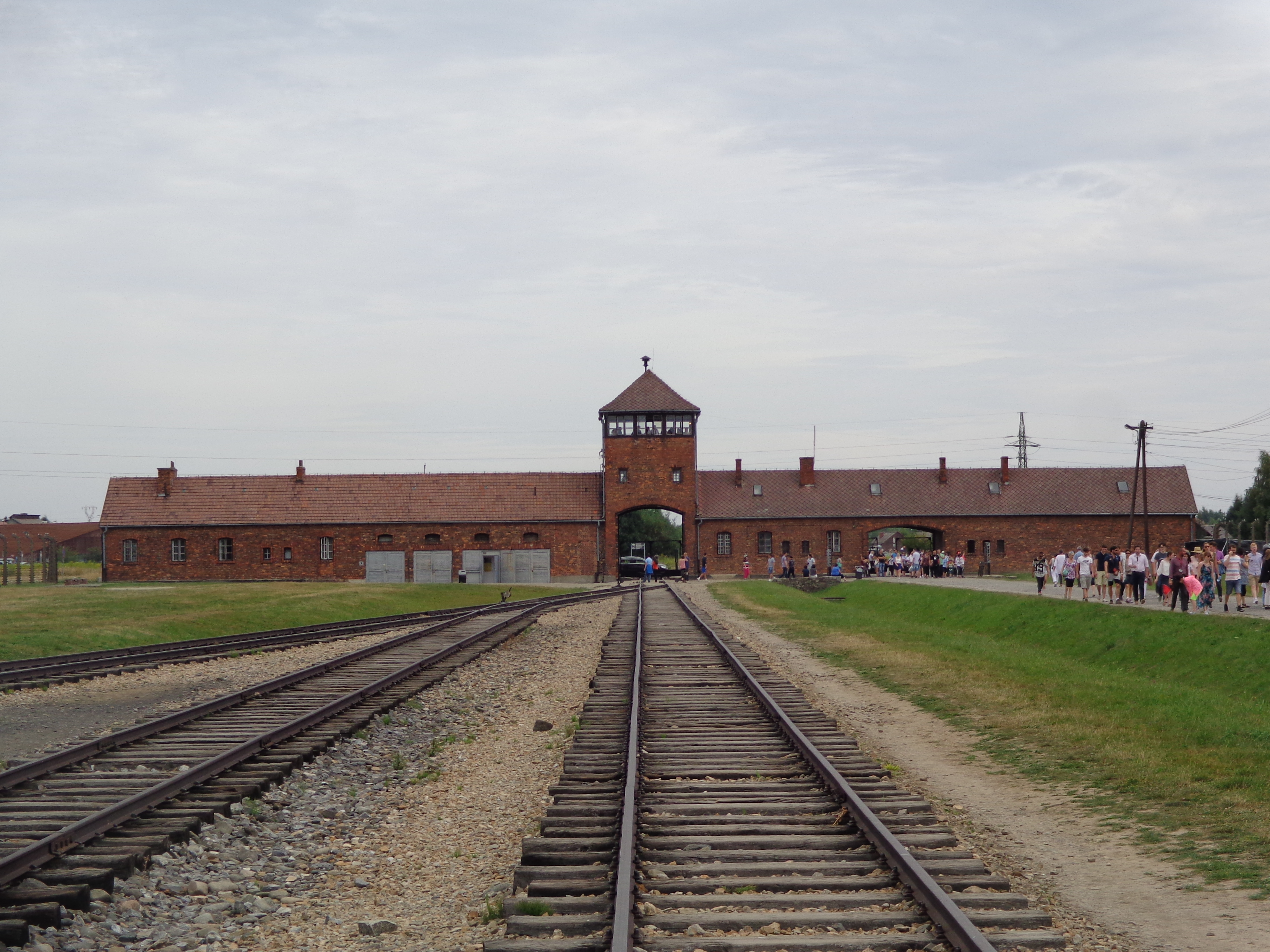
「アウシュヴィッツ＝ビルケナウ強制収容所」のうちのビルケナウ収容所。

3日後、列車はビルケナウ収容所に到着した。到着と同時に男女が分けられた。アンネは、父・オットーとはここで今生の別れとなった。さらにその後、SS医師団による働ける者と働けない者の選別が開始された。この移送でアウシュヴィッツへ送られてきた1019人のうち、549人が労働不能と判断されてガス室送りとなった。しかしアンネたち隠れ家メンバーは全員労働可能と認定され、ガス室送りを免れた。
女性はビルケナウ収容所の中にある女子収容施設へ入れられ、男性は3キロ離れた場所にあるアウシュヴィッツ強制収容所まで歩かされた。アンネとマルゴーとエーディトは女子収容施設である第29号棟に入れられた。アウシュヴィッツでは男子も女子も丸刈りにしていたため、アンネも短髪から丸刈りにされた。またアウシュヴィッツでは囚人の左腕に囚人ナンバーの入れ墨を入れていた。アンネの左腕に入れられた正確な囚人番号は分かっていない。A25060からA25271までの間のいずれかの番号であった。
ビルケナウでのアンネはエーディトとマルゴー、ローザとユーディーのド・ヴィンテル母子などと固まって暮らしていたという。まもなくアンネやマルゴーはシラミやダニに喰われて傷口が化膿した。エーディトは娘たちに献身的につくし、自分に支給されたパンも娘たちに分け与えていた。
ソ連赤軍の接近に伴うアウシュヴィッツ強制収容所撤収作戦の一環で、10月28日にベルゲン・ベルゼン強制収容所へ送る者の選別が行われた。ローザ・ド・ヴィンテルによると選別を行ったのはヨーゼフ・メンゲレ親衛隊大尉であったという。この選別でアンネとマルゴーは母・エーディトと切り離されてベルゲン・ベルゼンへ送られることとなった。母・エーディトとはここで最期の別れとなった。ローザはこのときのアンネを「15歳と18歳、痩せこけて裸でしたが、それでも堂々として選別デスクに向かいました。アンネはマルゴーを励まし、マルゴーは背筋をしっかり伸ばして、ライトの中を進みました。姉妹2人、裸で、丸坊主という姿でした。ふとアンネの目がこちらに向けられました。曇りのない目で、まっすぐこちらに視線を向けて、まっすぐ立って」と回想している。

### ベルゲン・ベルゼン収容所での死

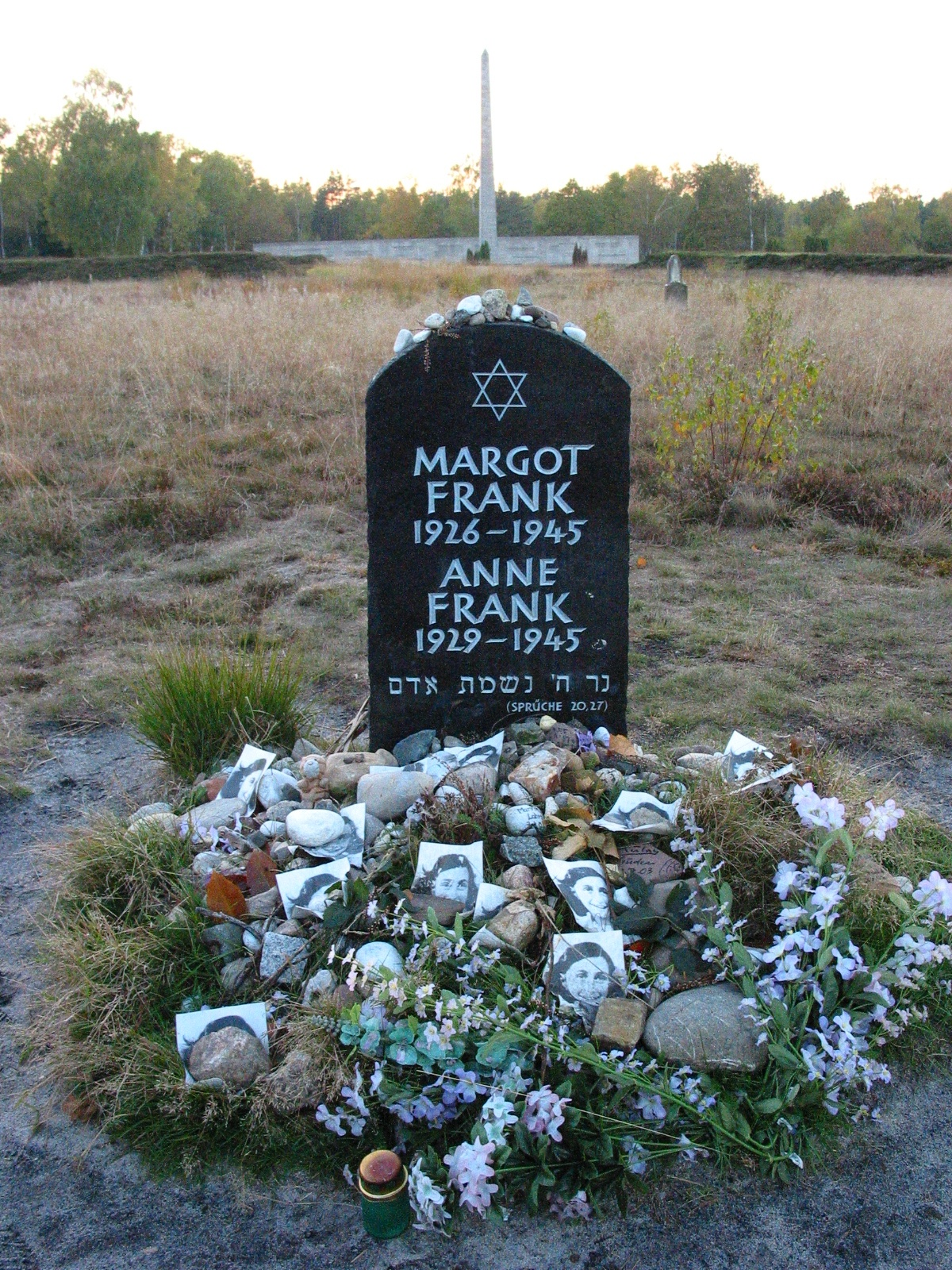
ベルゲン・ベルゼン強制収容所跡地の墓碑。

アンネたちのベルゲン・ベルゼンへの移送は4日に及び、その間食料はほとんど与えられず、アンネたちはますます弱っていった。
到着したベルゲン・ベルゼン強制収容所は恐ろしく不潔な収容所で病が大流行していた。食料もほとんど与えられず、餓死者と病死者が続出する収容所だった。この収容所でアンネは発疹チフスに罹患して命を落とすことになる。
この収容所でアンネはリーンチェとヤニーのブリレスレイペル姉妹と再会した。ブリレスレイペル姉妹はフランク姉妹より10歳以上年上だったが、同じアムステルダム出身であり、親しくなって一緒に過ごすようになったという。リーンチェはのちにこのときのアンネについて「アンネはよく就寝後に話を聞かせてくれた。姉のマルゴーも同様だった。馬鹿げた小話だの、ジョークだの、いつも4人（アンネ、マルゴー、リーンチェ、ヤニー）で交代で話し役を受け持った。たいがいは食べ物の話だった。アムステルダムのアメリカン・ホテルに行き、豪華なディナーを食べるという話をしていたところ、いきなりアンネが泣き出したことがあった。もう2度とあの街へ戻ることはできないだろうと考えたのだろう。みんなで空想のメニューをこしらえ、すばらしい御馳走を考え出した。そしてアンネはいつも言うのだった。『私にはまだ学ばなくちゃいけないことがたくさんある』と」と証言をしている。食事の話ばかりになったのは食料がますます減らされたためだった。リーンチェによるとアンネの顔は痩せこけて、まるで目だけになってしまったようだったという。
1944年11月には、アウグステ・ファン・ペルスがベルゲン・ベルゼンに移送されてきてアンネたちと再会した。アウグステは別の区画にアンネの親友ハンネがいたことをアンネに告げた。1945年初めには有刺鉄線越しだがアンネはハンネと再会できたという。2人は互いの無事を喜び涙を流しあったという。アンネはこのとき、スイスに亡命したのではなく隠れ家で隠れていたことをハンネに打ち明けた。また両親と離れ離れになったことを告げ、「私にはもう両親がいないの」と涙ながらに語っていたという。その後も3、4回会ったというが、2月末ごろからアンネの姿を見なくなったという。
このころのアンネの詳細については、このような数少ない目撃者たちの断片的な証言を残すのみであり、はっきりとはしていない。体力の衰えた姉妹はやがて発疹チフスにかかり、先にマルゴーが、2、3日遅れてアンネが息を引き取ったとされている。オランダ赤十字は1945年3月31日を死亡日としているが、これは特定されたものではなく、生き残った者の証言などにより、それよりも早い2月の終わりか3月の始めごろに亡くなったものと推測される。
友人たちのうち、スザンネ・レーデルマンやイルセ・ヴァーハネルも犠牲になったが、ハンネリ・ホースラル、ナネッテ・ブリッツ、ケーテ・エヘイェディは生還し、ジャクリーヌ・ファン・マールセンも戦後を迎えることができた。

### 没後

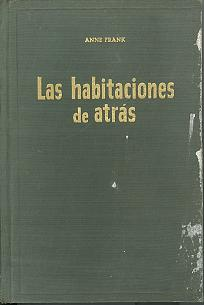
1955年に出版されたスペイン語版の『Las habitaciones de atrás（後ろの家）』の初版。

隠れ家の住人は、オットー・フランクを除いて全員が終戦を迎えることなく強制収容所の中で死亡した。アンネとマルゴーはベルゲン・ベルゼン強制収容所、エーディトはアウシュヴィッツ＝ビルケナウ強制収容所、ペーター・ファン・ペルスはマウトハウゼン強制収容所、ヘルマン・ファン・ペルスはアウシュヴィッツ強制収容所、フリッツ・プフェファーはノイエンガンメ強制収容所でそれぞれ死亡している。アウグステ・ファン・ペルスの死亡場所は不明である。
オットーは解放後にアムステルダムに戻った。日記を保存していたミープ・ヒースから娘・アンネの残した日記などの文書を遺品として渡された。この文書はオットーによってタイプし直され、関係者をはじめとしたごく少数の者に配られた。やがてこれが評判を呼び、1947年に『後ろの家』（Het Achterhuis）というタイトルでオランダ語の初版が出版された。
売れ行きは非常に好調で、ほどなく各国語に翻訳された。1950年にはドイツ語版とフランス語版が出版され、1952年5月に英語版が出版された。日本語版は1952年に『光ほのかに アンネの日記』というタイトルで文藝春秋から出版されたのが最初である。イギリスではあまり売れなかったが、西ドイツ、フランス、日本などでは発売とともに好調な売れ行きを示した。イギリスでは1954年にペーパーバック版になったあとに売れるようになった。
1955年10月5日に戯曲『アンネの日記』がアメリカのニューヨーク、ブロードウェイで初演された。主演はスーザン・ストラスバーグ。彼女の友人のマリリン・モンローが観劇している。上演回数は1000回を超えた。同演劇は1956年度のピューリッツァー賞とトニー賞を獲得した。

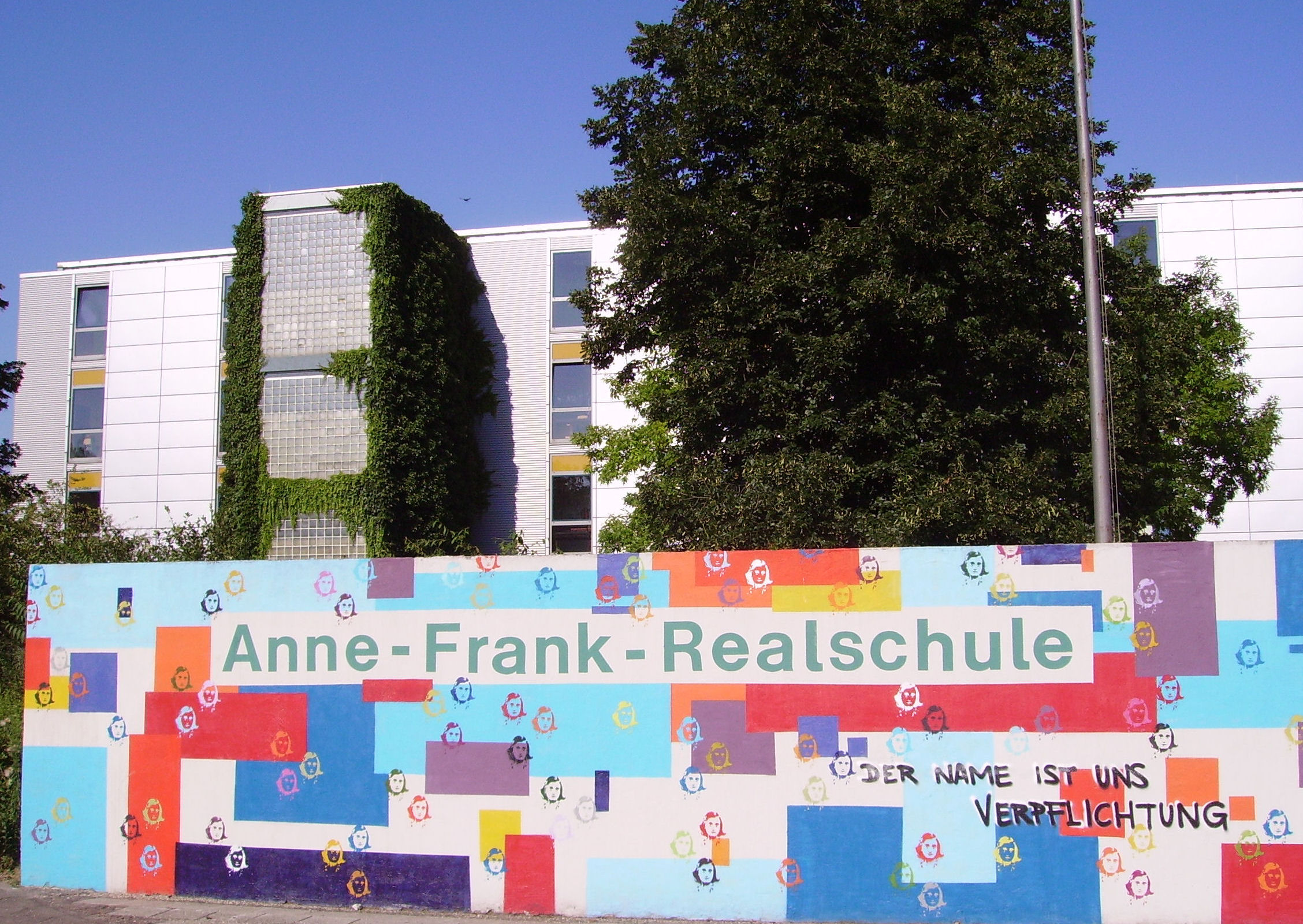
ドイツ・ルートヴィヒスハーフェン・アム・ラインの「アンネ・フランク実科学校（公式ウェブサイト）」。

1956年からヨーロッパでも上演され、特にドイツで重く受け止められた。100万人のドイツ人が観劇し、その効果でドイツでの『アンネの日記』の売り上げが急上昇し、ドイツ各地にアンネの名を冠した青少年団体や学校や通りが出現するようになった。オランダでは1956年11月27日にオランダ王室の臨席のもとで初上演された。そのオープニング・セレモニーにオットー・フランク、ミープ・ヒース、ヤン・ヒース、ベップ・フォスキュイル、ジャクリーヌ・ファン・マールセン（ジャック）らが出席している。

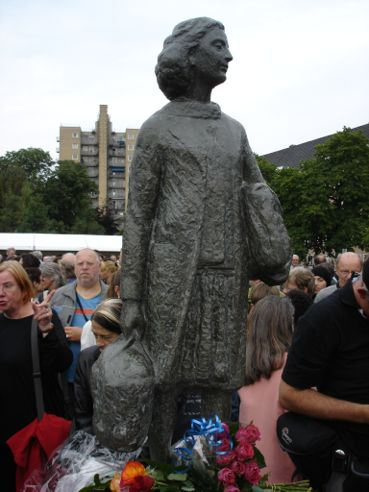
オランダ・アムステルダムのメルウェーデプレインに建つアンネ・フランク像（2005年）。

1957年にはアメリカの20世紀フォックス社が映画『アンネの日記』の撮影を開始した。大戦中にダッハウ強制収容所を解放したアメリカ軍部隊の兵士だったジョージ・スティーヴンスが監督を務めた。この映画は1959年4月16日にアムステルダムでユリアナ女王やベアトリクス王女臨席のもとに初公開された。
隠れ家のあるアムステルダム・プリンセンフラハト263番地を含めた地域一帯がブローカーに買収され、さらに1957年5月には再開発予定地に組み込まれて、アンネの隠れ家のあった建物が取り壊されそうになった。
取り壊しに反対する市民運動が巻き起こり、ユリアナ女王やアムステルダム市長も運動に参加し、オランダ国外からも寄付金が寄せられた。建物を所有していた不動産会社ベルクハウス社は市民の声に負け、「アンネ・フランクに捧げる」として隠れ家の建物をアムステルダム市に寄付した。アムステルダム市はアンネの隠れ家の建物の付近を「歴史地区」に指定し、保護することを市民に約束した。
建物の保存と一般公開を目的として「アンネ・フランク財団」が設立され、1960年5月に同財団が建物の所有権を買い取り、博物館「アンネ・フランクの家」として一般公開を行っている。
1980年8月19日にオットーはスイス・バーゼルの自宅で死去した。オットーの遺言でアンネの書いたものはすべてオランダ政府に遺贈された。オランダ国立戦時資料研究所が1980年11月にアンネの日記の原稿を受け取っている。

## 人物
将来の夢は著名な作家になることであったが、多くの芸術家たちと同様に死後にその名が知られるようになった。2004年10月3日、オランダの司法省は、ドイツからの亡命と同時に無国籍となり、国籍を持たないままこの世を去った彼女にオランダの市民権を与えるべきという要望に、死後の市民権の付与は不可能という拒否解答を出した。彼女は政治、経済、文化などでのオランダを代表する人物の中に以前から数えられているが、オランダ国籍や市民権が与えられたことはない。
隠れ家でアンネはたくさんの本を読んだ。日記に出てくる本だけでも26冊にも及ぶ。初めは文学の本に関心が強かったが、のちに伝記に関心を持つようになった。彼女が読んだ伝記はマリー・アントワネット、カール4世、ルーベンス、レンブラント、フランツ・リストなどであった。父・オットーの勧めでゲーテ、シラー、フリードリヒ・ヘッベルなどドイツ古典作家の本もかなり読んだという。ドイツ古典はオットーがナチスから守りたかった世界であったという。
隠れ家で日記を書き続けたアンネであるが、作家志望なだけあって『アンネの日記』以外にもいくつかの短編小説を残しており、これらは現金出納簿の一冊に書かれていた。短編小説を書くのは1943年夏ごろから夢中になった彼女の趣味だった。アンネの書いた短編小説には、『じゃがいも騒動』『悪者！』などのような身近な題材の作品から、『カーチェ』『管理人の一家』『エーファの見た夢』など幻想的な作品まで幅広く存在する。

## アンネに由来する事物等

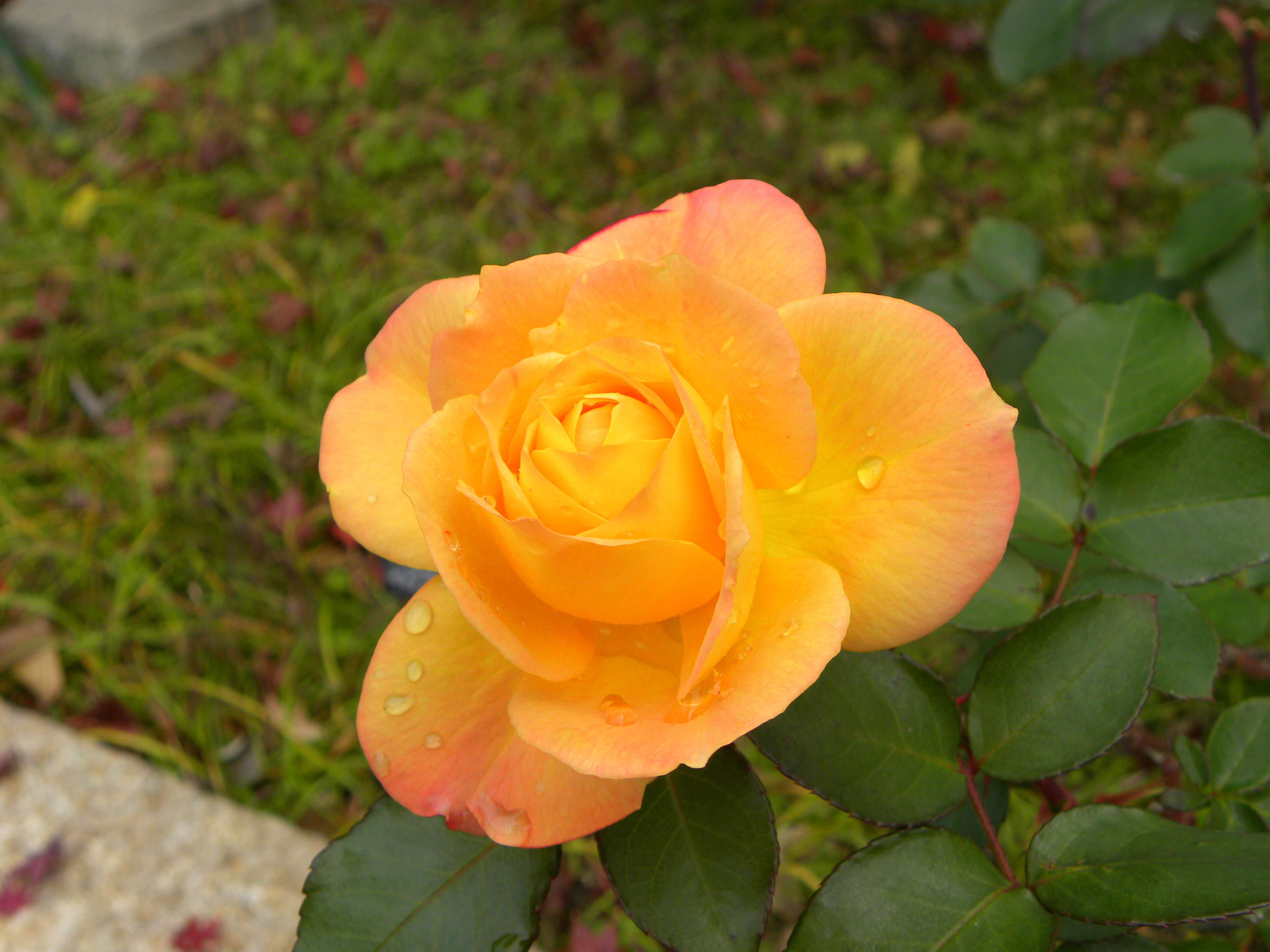
神戸市、須磨離宮公園で撮影した「アンネのバラ」。

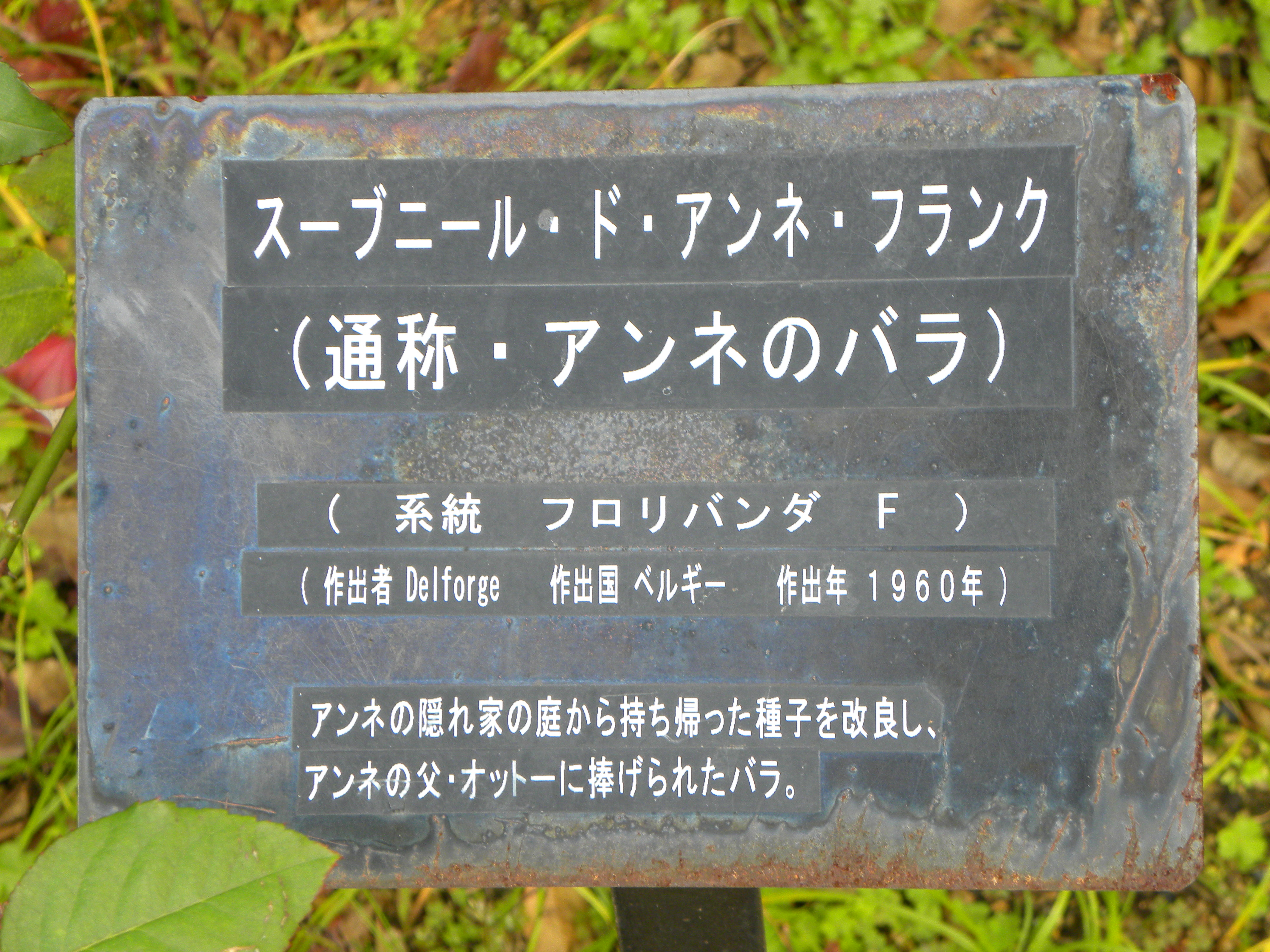
須磨離宮公園での解説板。

- ジョージ・スティーヴンス監督、映画『アンネの日記』（The Diary of Anne Frank, 1959年）
- 永丘昭典監督、アニメーション映画『アンネの日記』（The Diary of Anne Frank, 1995年）、マッドハウス製作のアニメ映画。
- アルベルト・ネグリン監督、映画『アンネの追憶』（Mi ricordo Anna Frank, 2009年）[255]
- 彼女の名に由来する小惑星アンネフランクがある。この小惑星には探査機が接近し、写真を撮影した。
- “Souvenir d'Anne Frank”（「スヴニール・ダンヌ・フランク」と読み、フランス語で「アンネ・フランクの思い出」または「アンネ・フランクの形見」の意）」という名前のバラがある。ベルギーの園芸家が作った新種のバラで、アンネの父オットー・フランクに贈られた。1972年12月に、オットー・フランクより10本が大槻道子に贈られた。その後、日本で栽培が行われ、日本全国で「アンネのバラ」として育てられている[256]。
- アパルトヘイト（人種隔離政策）に反対して投獄されたネルソン・マンデラは、『アンネの日記』を読んで常に希望を失わなかったアンネの生き方に励まされたと述べている[2]。
- アンネが屋根裏の採光窓から眺めたとされる隠れ家の裏のマロニエの木、通称「アンネの木（ドイツ語版）」が、2010年8月23日に強風のため倒木した。倒木時は推定樹齢は150–170歳で既に立ち枯れ状態であった。2006年に倒木の危険があるとして一度アムステルダム市が伐採を決定したが、国内外から反対運動があり、2008年に撤回されて鉄柵で保護されていた。なお建物への被害や怪我人はなかった[257][258]。挿し木で増やされた子株は、アメリカ合衆国のアンネ・フランク・センターをはじめとする各地、イギリス、広島県福山市のホロコースト記念館に植樹されている[259]。
- ドイツのホロコーストによるユダヤ人犠牲者を追悼するホロコースト記念日の2011年5月2日（ユダヤ暦1月27日）、エルサレム郊外に位置する殉教者の森（英語版）にアンネの記念碑（יד אנה פרנק / Anne Frank Memorial）が建てられた。
- オランダ映画『私の親友、アンネ・フランク』（2021年）